# Мотоколяска

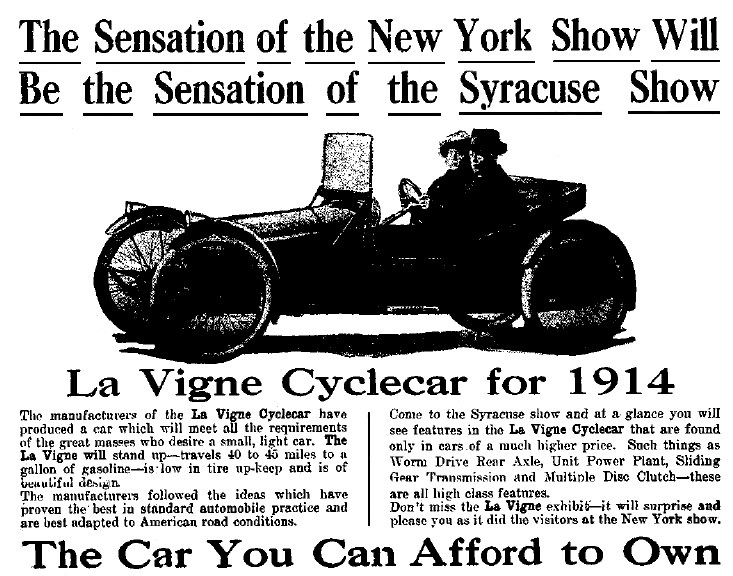
Cyclecar 1914 года

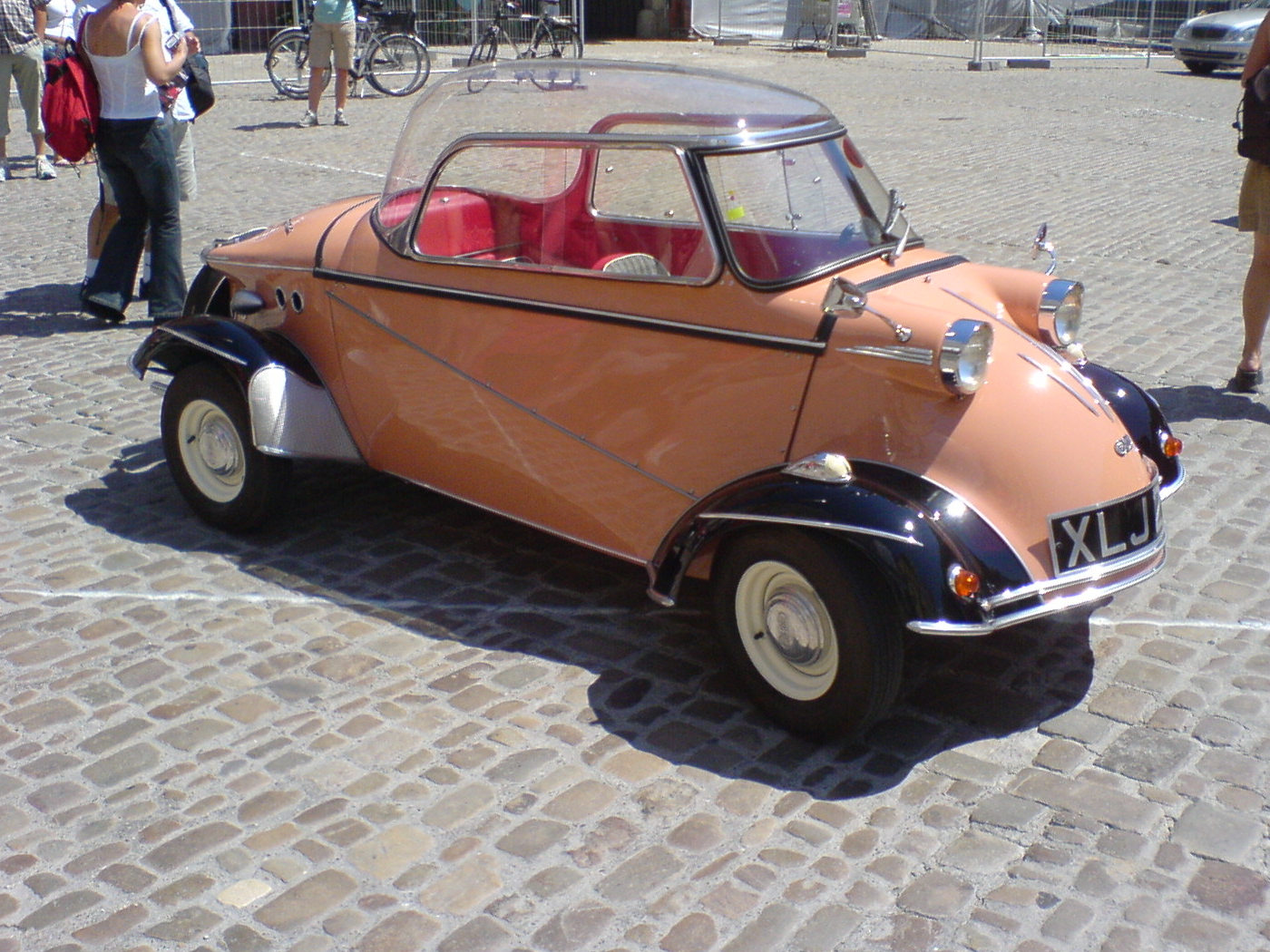
«Кабиненроллер» Messerschmitt TG500 сохранял явные следы предыдущей сферы деятельности своего производителя.

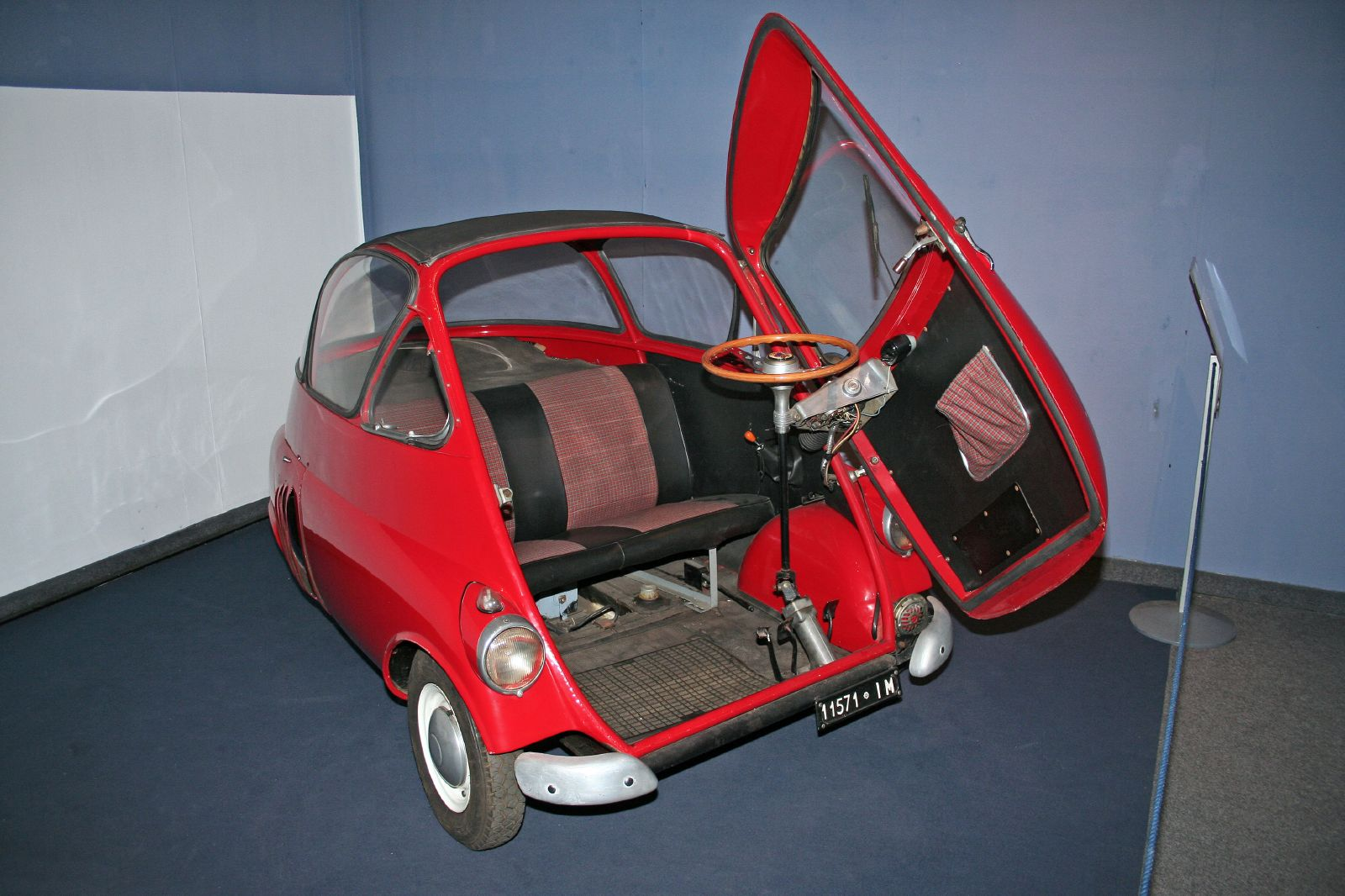
Iso Isetta была уже ближе к полноценному автомобилю, несмотря на очень узкую колею задних колёс, не имевших дифференциала, и необычную дверь в передней части кузова.

Мотоколя́ска, изначально сокращение от слов моторная коляска — транспортное средство, занимающее промежуточное положение между полноценным автомобилем и мотоциклом.
Мотоколяски как правило сочетают кузов и шасси наподобие автомобильных с двигателем мотоциклетного типа. ГОСТ Р 51815-2001 вводит термин «мотоколяска» как дублирующий для понятия «квадрицикл с кузовом».

## Определение
Однозначного определения мотоколяски как типа транспортного средства официальные документы советского времени не содержали. Мотоколяску следует в общем случае отличать от микроавтомобиля (микролитражного автомобиля), хотя разница между ними не всегда является абсолютно чёткой. В целом, мотоколяска и микроавтомобиль имеют одинаковую либо близкую размерность, но при этом мотоколяска, в соответствии со своим названием, построена на базе мотоциклетных агрегатов, так или иначе приспособленных к использованию в таком транспортном средстве, в то время как агрегаты микроавтомобиля (например, СМЗ-НАМИ-086) специально разработаны именно в таком качестве. Кроме того, с точки зрения Правил дорожного движения мотоколяски в СССР относились к мототехнике, и, соответственно, для управления ими требовались права категории «А» (со специальной пометкой).

## История
Мотоколяски имели широкое распространение в Европе после обеих мировых войн, примерно до середины 1960-х годов; после Второй мировой войны они сыграли заметную роль в массовой автомобилизации населения Европы. Особенно популярны они были в разорённой войной Германии.

### Германия

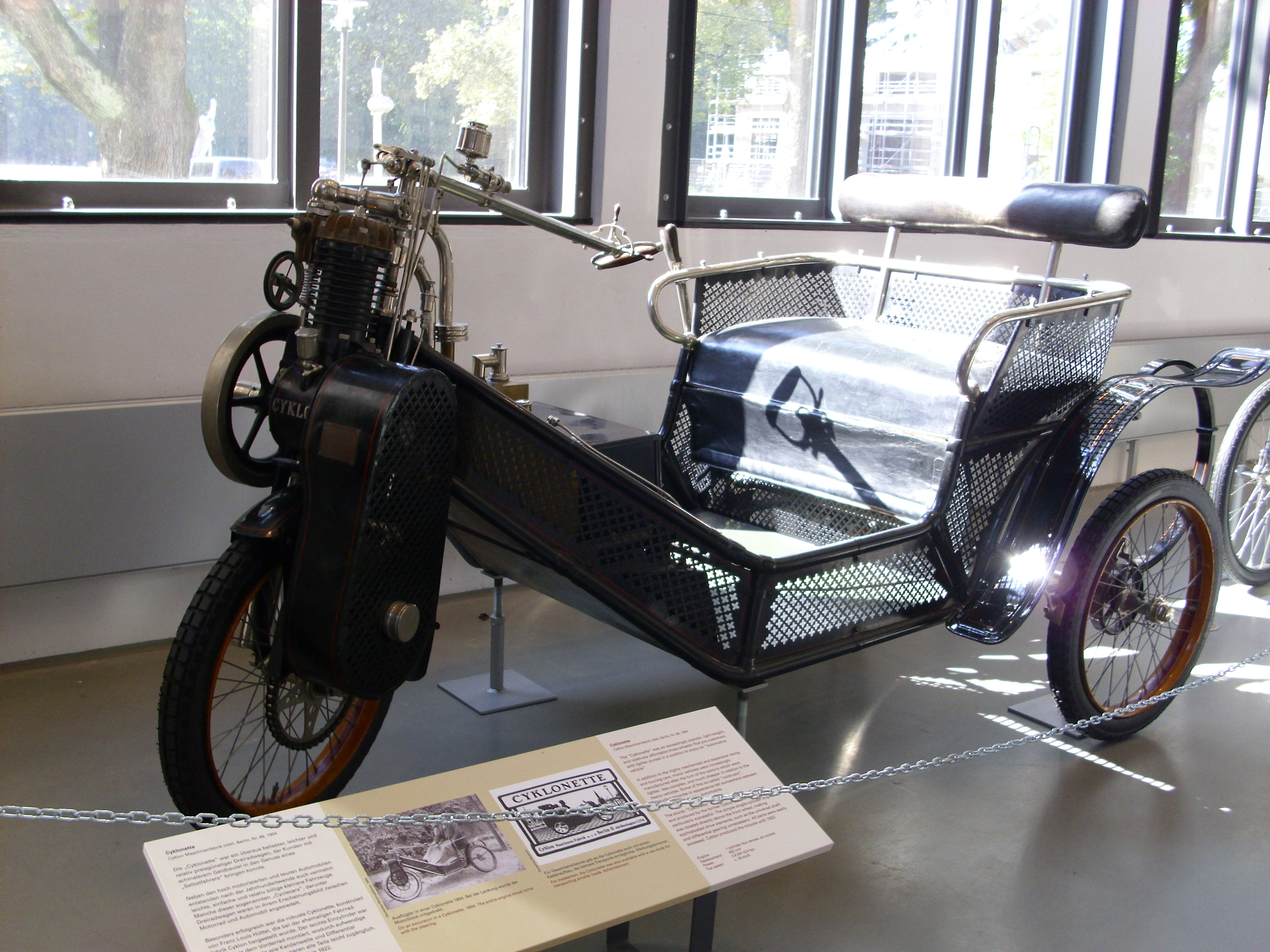
Cyclonette довоенного выпуска.

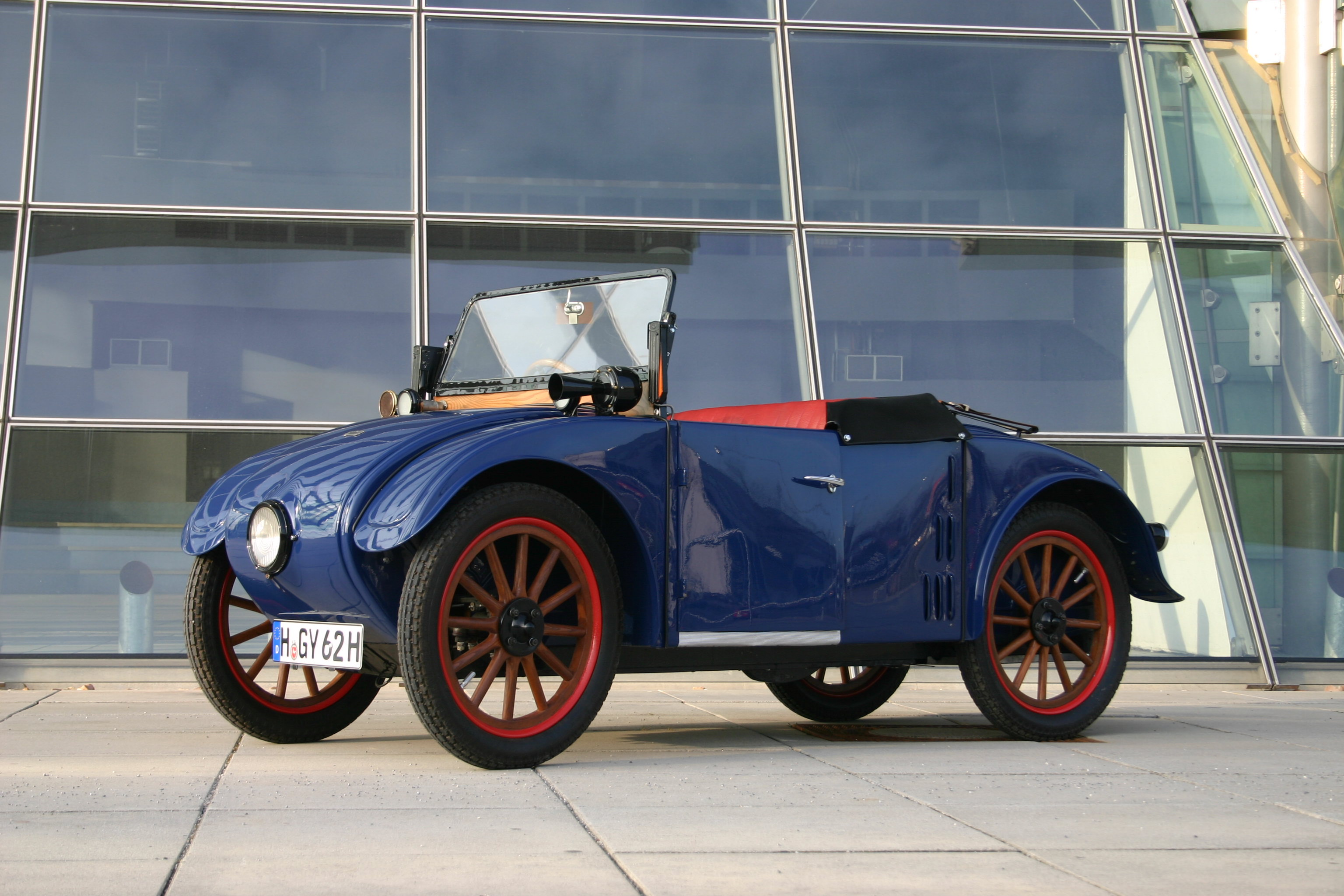
Hanomag 2-10 PS Kommissbrot, 1927 год.

В Германии отмечалось два чётко выраженных пика распространения мотоколясок — после первой и второй мировых войн.
Первое поколение было представлено такими автомобилями, как выпускавшийся с 1925 по 1928 год Hanomag 2-10 PS, который за свою «буханкоподобную» форму и упрощённую конструкцию получил в народе прозвище Kommissbrot — «эрзац-хлеб». Интересными техническими решениями выделялась мотоколяска авиатора Г. Граде — в её трансмиссии был применён лобовой вариатор в виде двух расположенных под прямым углом друг к другу дисков, однако конструкция продемонстрировала невысокую надёжность и себя не оправдала. Также весьма необычна была Cyclonette фирмы Cyclon, выпускавшаяся с 1904 до 1923 года — она буквально представляла собой лёгкую конную колясочку, в которую вместо лошади «запрягали» единственное переднее колесо с лёгким двигателем внутреннего сгорания.

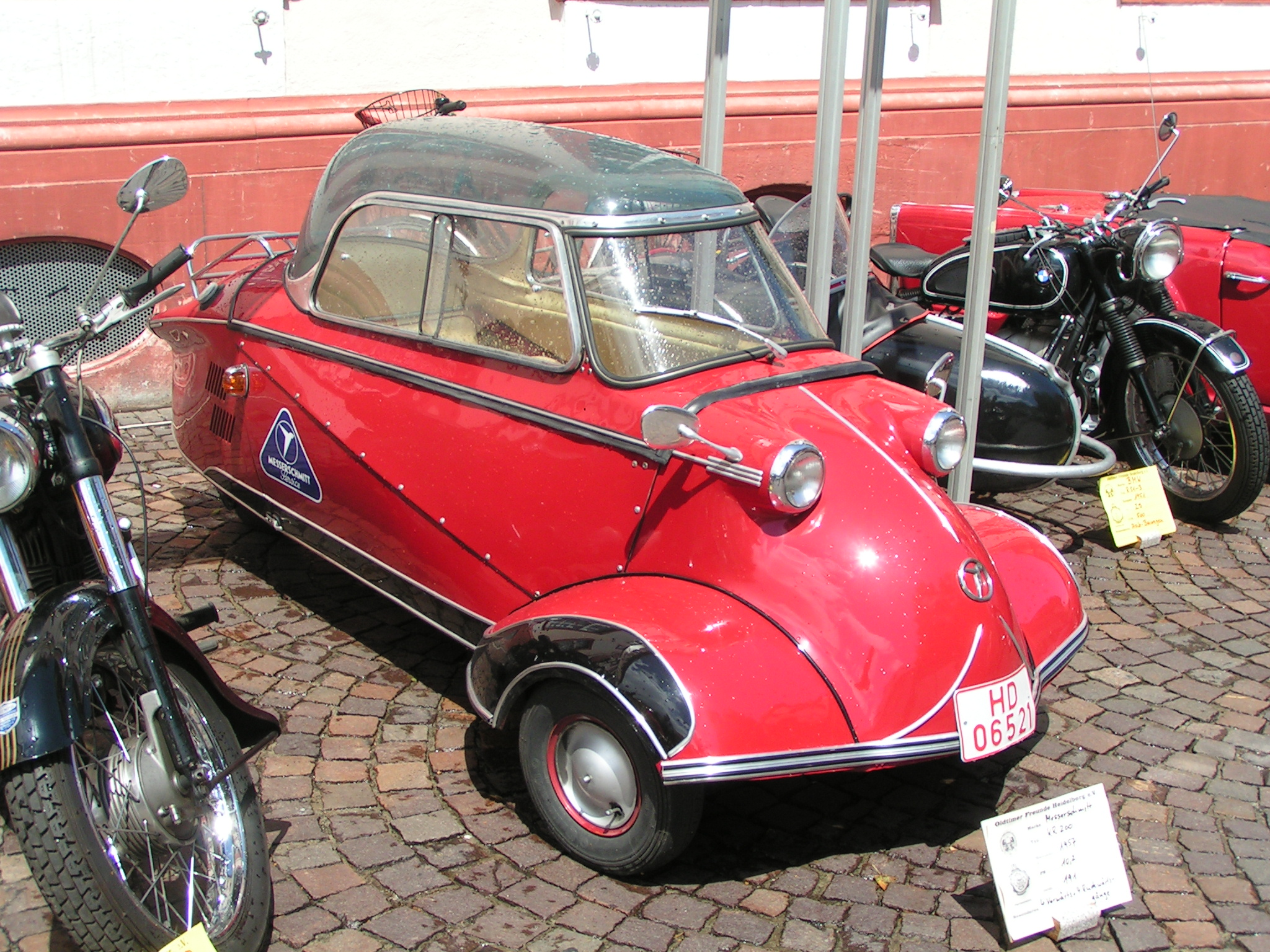
Messerschmitt KR200 — типичный «кабиненроллер».

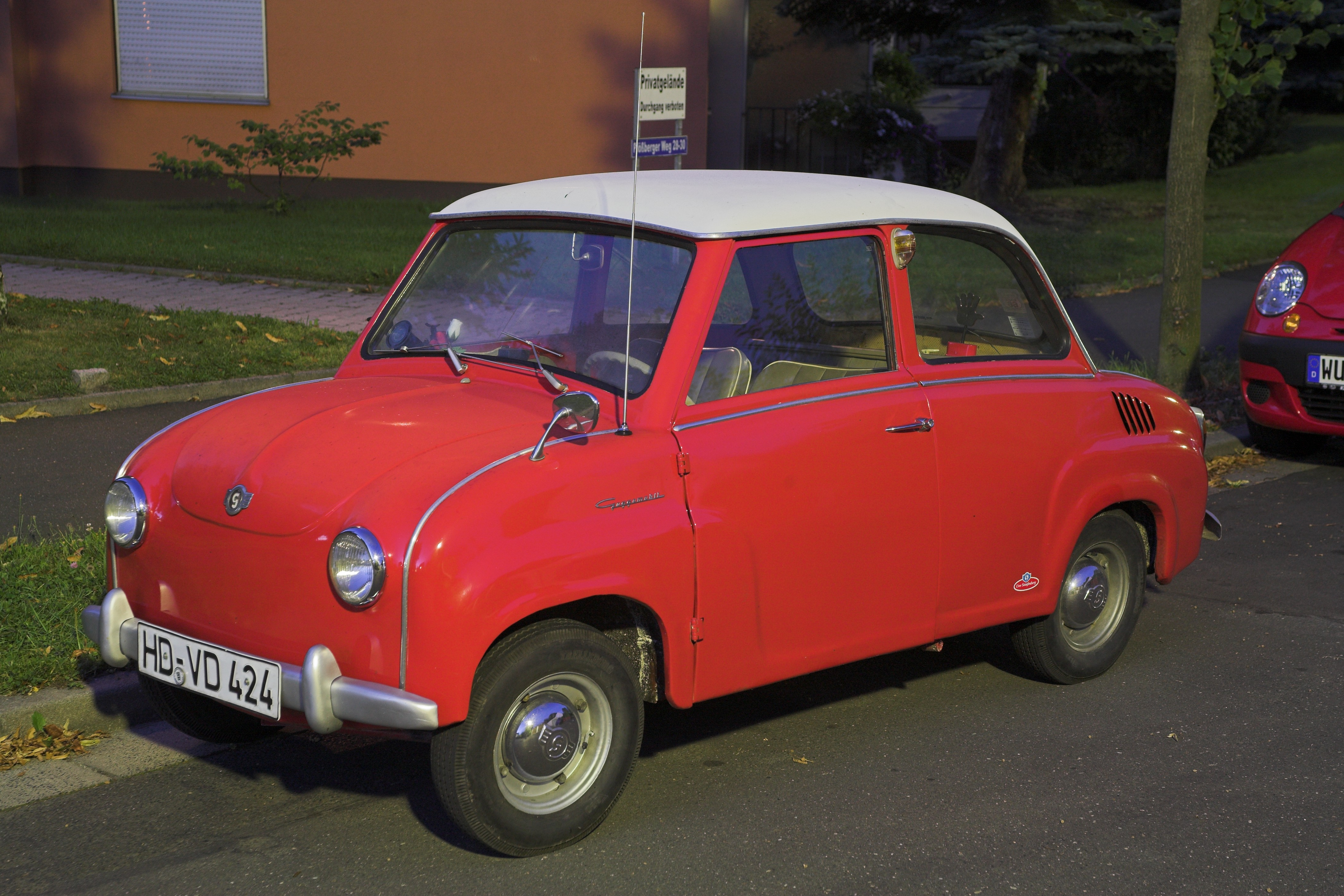
Goggomobil был уже ближе к полноценному автомобилю, но сохранял мотоциклетный двухтактный двигатель.

В послевоенной Германии лёгкие мотоколяски, по уровню комфорта приближающиеся скорее к мототехнике, называли Kabinenroller — «мотороллер с кабиной», а более крупные уже считались полноценными небольшими автомобилями. Они стоили примерно вдвое дешевле самых недорогих автомобилей и имели хороший спрос вплоть до экономического бума шестидесятых годов, когда большинство западных немцев уже смогли позволить себе полноценный автомобиль, например Volkswagen Beetle.
Мотоколяски осваивали многие фирмы, ранее занимавшиеся выпуском вооружений — например бывшие авиастроители Messerschmitt и Heinkel, после войны не имевшие возможности продолжать свою прежнюю деятельность, но имевшие большой опыт в массовом производстве технически сложных изделий; кроме того, на этом рынке пробовали закрепиться и производители мототехники — такие, как Zundapp. Выпускались даже «спортивные» модели, такие, как Spatz / Victoria 250 — отнюдь, впрочем, не выделявшиеся по своим динамически качествам.
Всплеск популярности «кабиненроллеров» оказался кратковременным — уже в середине шестидесятых они практически сошли со сцены; лишь некоторые наиболее близкие по своим качествам к полноценному автомобилю модели, вроде «Гоггомобиля», выпускались до конца того же десятилетия, с трудом конкурируя с не намного более дорогим, но гораздо более крупным и комфортным Volkswagen Beetle. Тем не менее, благодаря их выпуску многие немецкие автомобилестроительные и мотоциклетные фирмы сумели пережить трудный послевоенный период и впоследствии перейти на выпуск уже более технически совершенных конструкций.

### Великобритания
Исторически, именно Великобритания была основной «вотчиной» мотоколясок, что во многом было связано со специфическими особенностями налогообложения в этой стране. В силу тех же самых особенностей законодательства практически все они были трёхколёсными, поскольку в законодательном отношении эта категория транспортных средств приравнивалась к мотоциклам с коляской, пользовавшимся существенными налоговыми льготами.

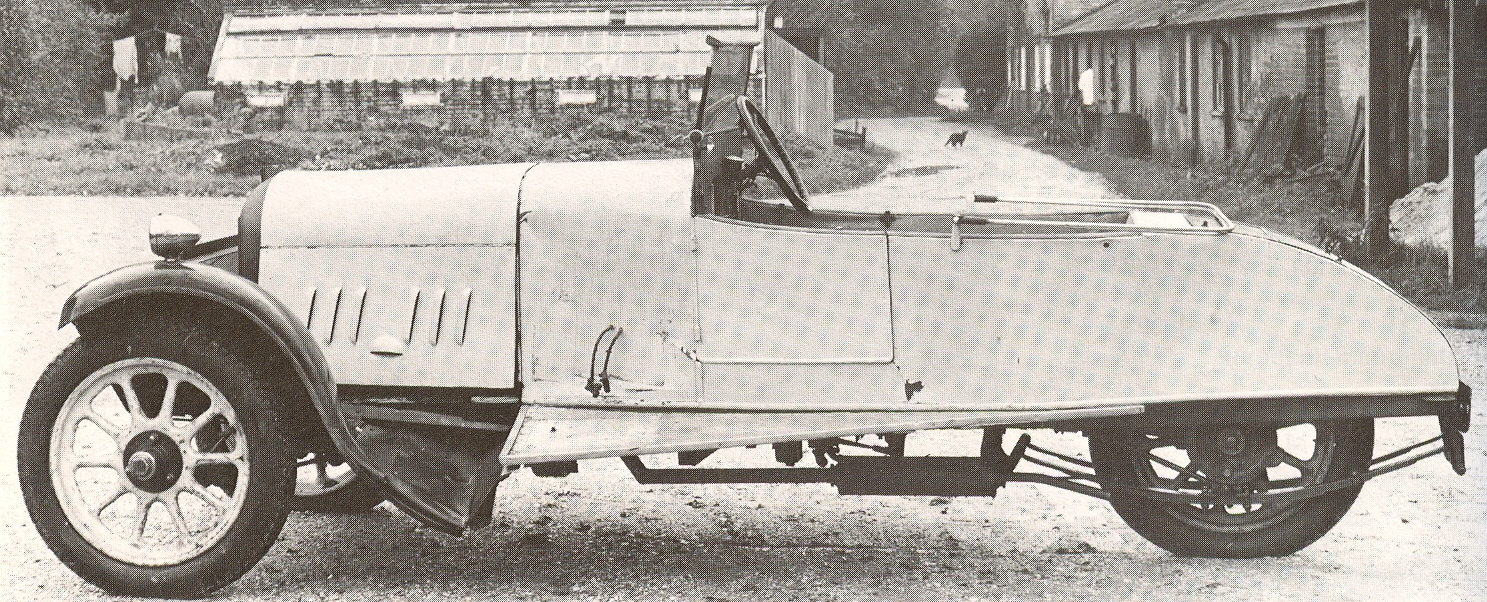
Мотоколяска Castle Three. 1919—1922 годы.

Первый всплеск их популярности пришёлся на межвоенный период, в это время для их обозначения использовался термин Cycle-car — «сайклкар», «циклокар» — как раз и означавший гибрид мотоцикла (Motorcycle) и автомобиля (Car). Большинство конструкций этих лет представляло собой предельно обжатое по всем направлениям подобие обычного автомобиля классической компоновки, построенное на мотоциклетных агрегатах, часто — с цепным или даже ременным приводом на ведущие колёса (колесо) от поперечно расположенного двигателя, обычно с тремя колёсами, из которых ведущим было единственное заднее. Кузов обычно был открытым, часто выполненным по схеме «тандем» — настолько узким, что в нём размещалось только два человека один за другим. Именно с выпуска такого рода мотоколясок начинала, к примеру, Morgan Motor Company.

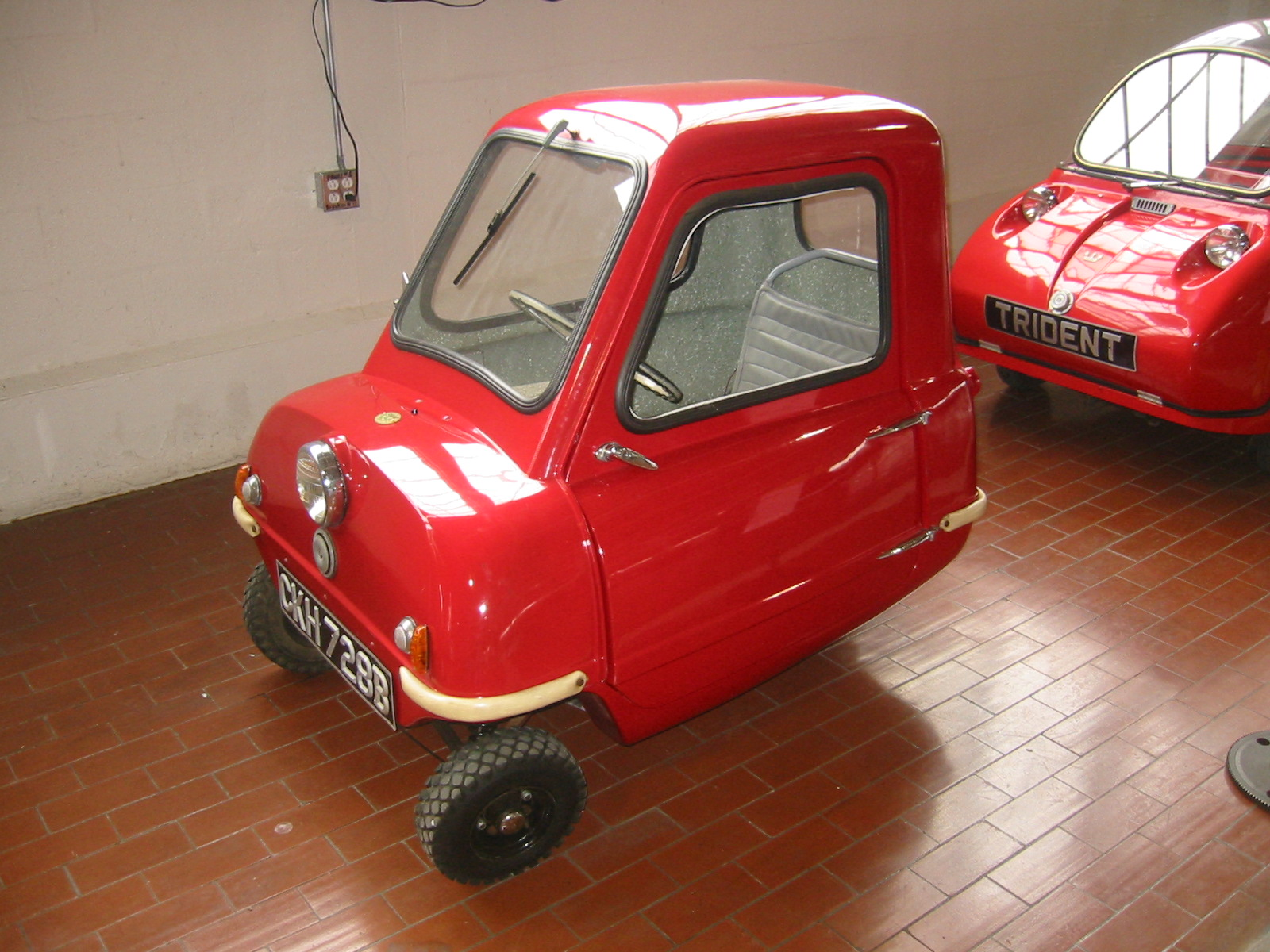
Peel P50 массой 59 кг в настоящее время удерживает рекорд самого маленького серийного автомобиля.

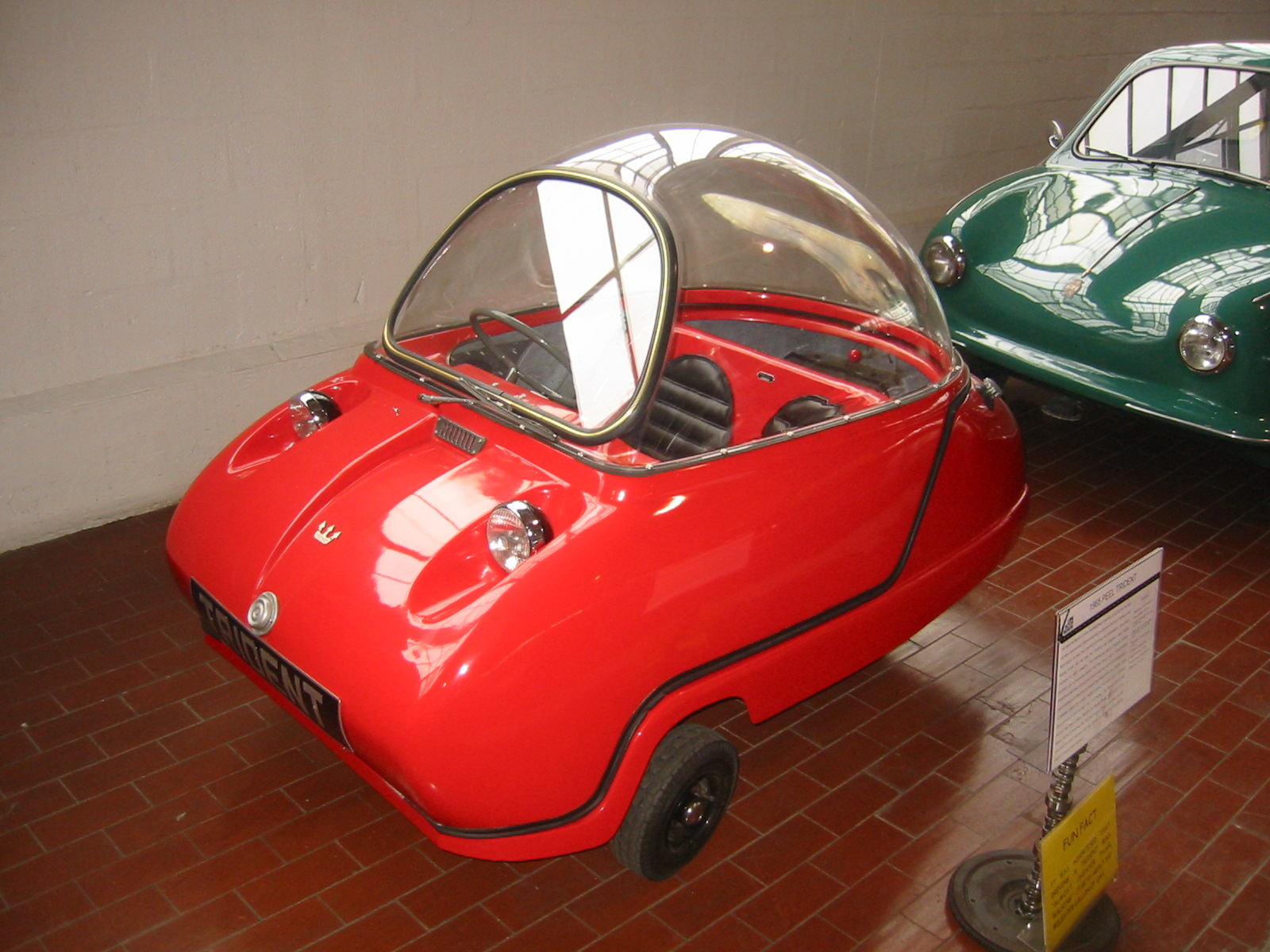
Послевоенная британская мотоколяска Peel Trident с характерным «пузырём» фонаря кабины. Масса: 90 кг.

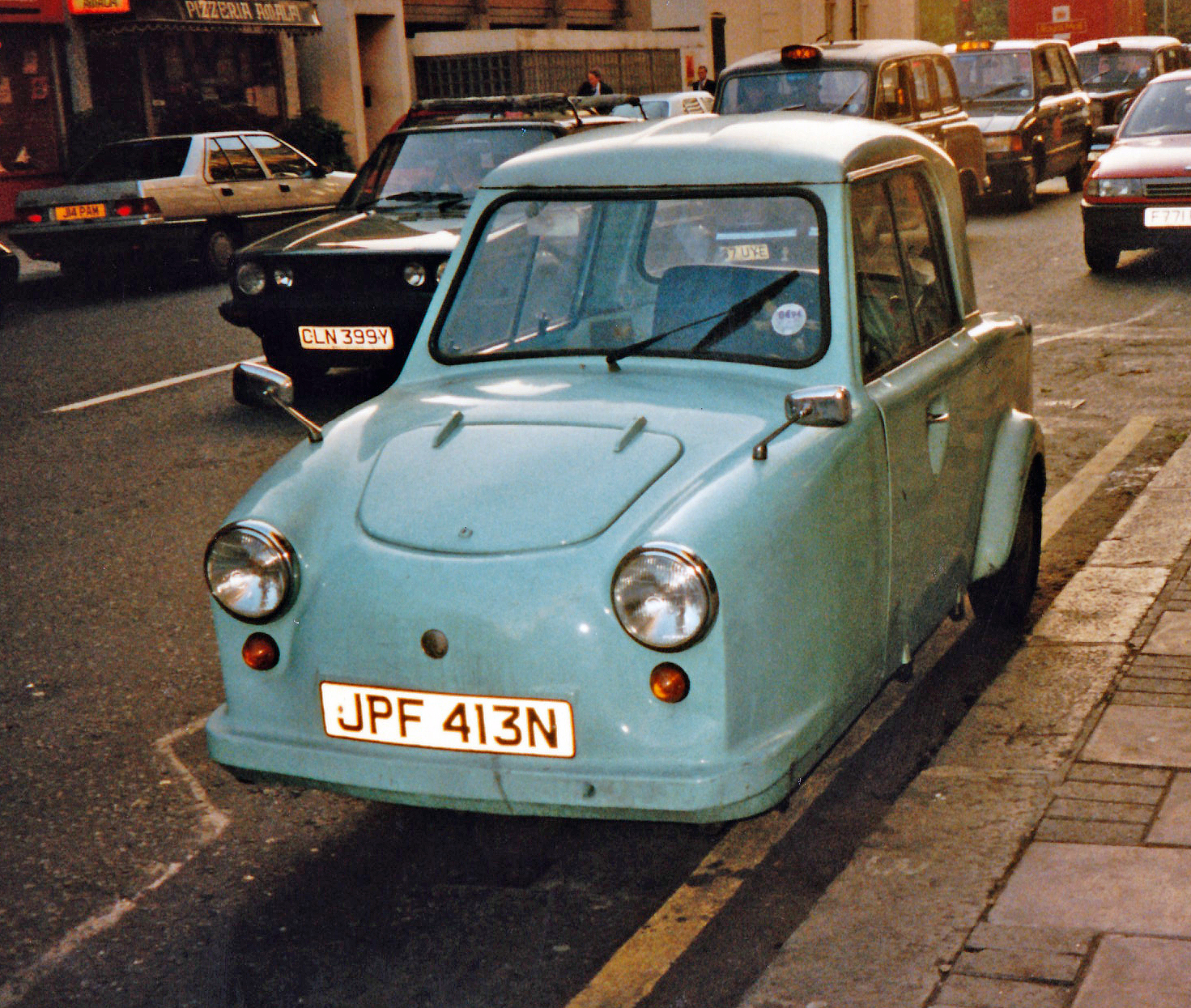
Invacar 1974 года.

Второй пик последовал после окончания Второй мировой войны. В этот период получил распространение новый термин — Bubble cars, «автомобили-пузыри», отражавший характерную для многих мотоколясок этой эпохи округлую форму и большую площадь остекления. С точки зрения конструкции это новое поколение мотоколясок было более оригинально, в большинстве случаев использовалась заднемоторная компоновка. Несколько позднее появился термин microcars — «микромобили», который употребляется до настоящего времени, но уже применительно к современным микроавтомобилям вроде Smart, не имеющим к традиционным мотоколяскам прямого отношения.
В послевоенной Англии существовало множество производителей мотоколясок, таких, как фирмы Bond и Reliant, продукция которых пользовалась достаточно устойчивым спросом вплоть до середины 1960-х годов, когда изменение налогового законодательства сделало владение полноценным легковым автомобилем более доступным. В апреле 1962 года ставка налога на приобретение автомобиля была снижена до 45 % от его стоимости, а в ноябре 1962 — до 25 %, сравнявшись с ранее действовавшей для мотоциклов и трёхколёсных мотоколясок, что лишило последние значительной части экономических преимуществ, способствовуя резкому увеличению популярности также небольших и экономичных, но уже четырёхколёсных автомобилей, таких, как Mini.
Тем не менее, некоторые модели мотоколясок сохраняли популярность до 1980-х и даже 1990-х годов; например, трёхколёска Reliant Robin выпускалась до 2001 года. Она могла управляться при наличии прав как на мотоцикл, так и на автомобиль, причём регистрировался и облагался налогом «Робин» как мотоцикл, что давало владельцам весьма существенную экономию.
Как и в СССР, в Великобритании был создан специализированный транспорт для инвалидов — мотоколяска Thundersley Invacar, вплоть до 1977 года выдававшаяся британским инвалидам органами социального обеспечения. В 2003 году «Инвакар» был запрещён к эксплуатации на британских дорогах общего пользования из-за несоответствия новым нормам безопасности, к этому времени в строю всё ещё находилось около 200 мотоколясок этой модели.

### Франция

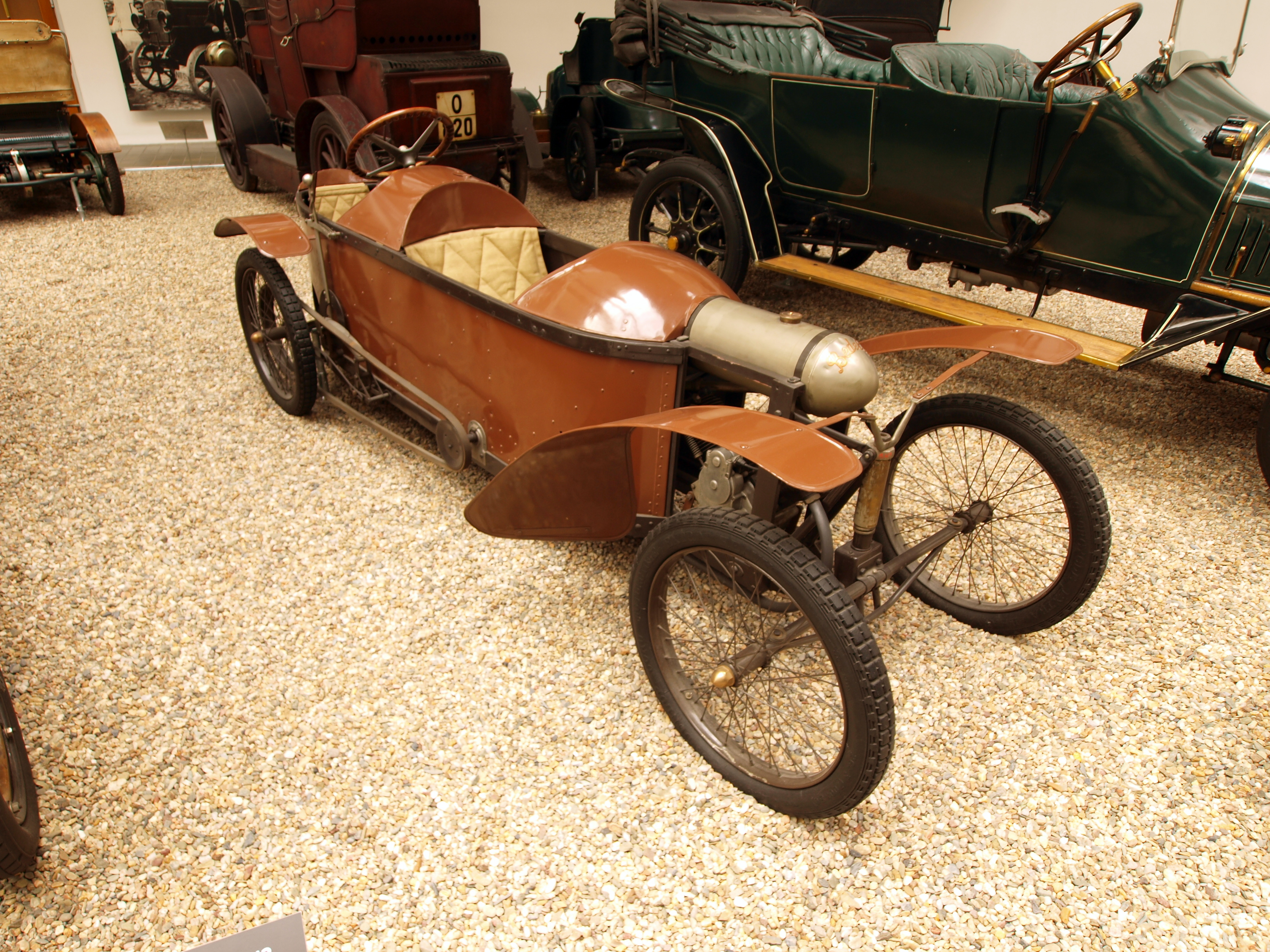
Французская мотоколяска Bédélia BD-2 1912 года.

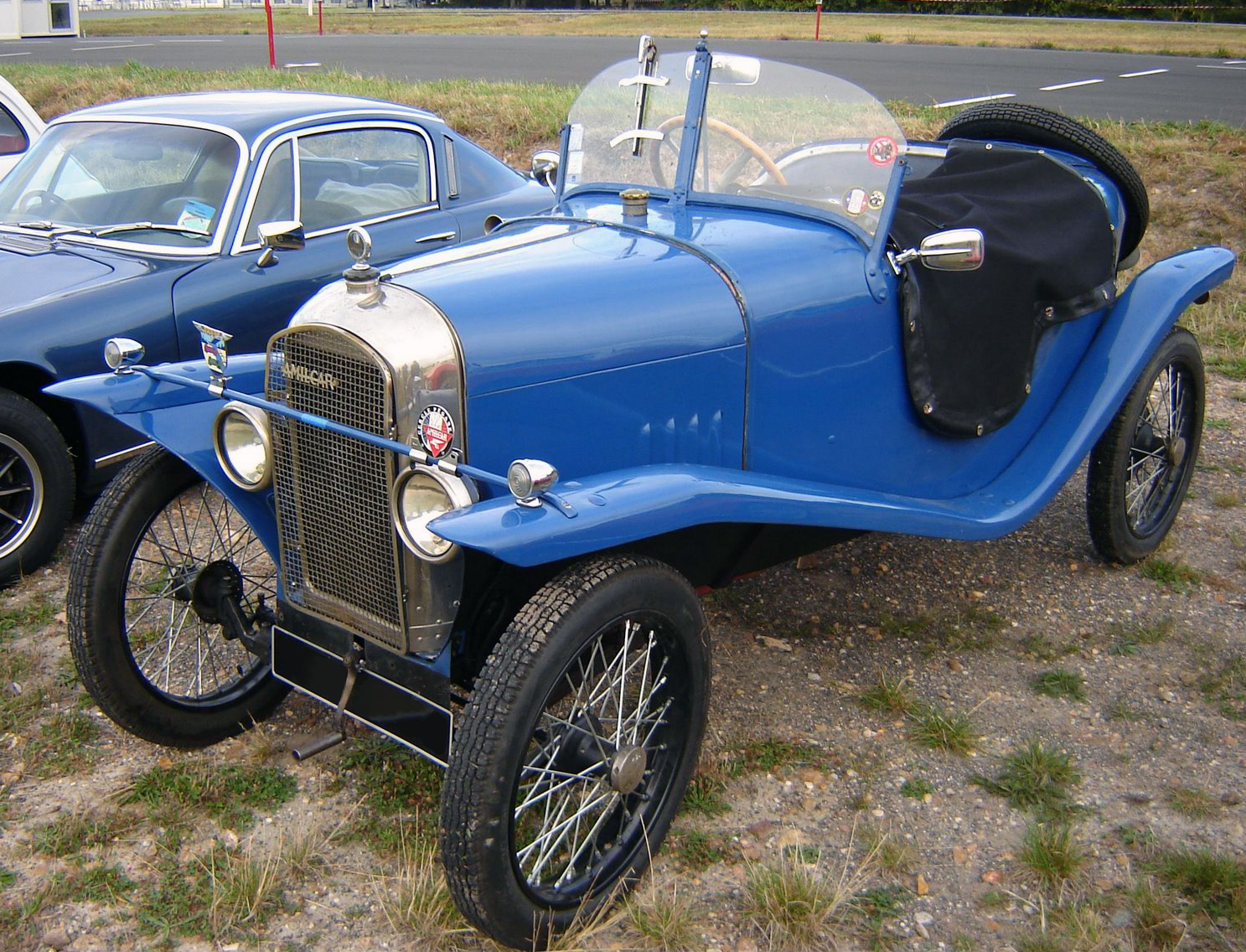
«Циклокар» модели Amilcar CC, 1922—1925 годы.

Межвоенная Франция могла сравниться с Великобританией по количеству производителей мотоколясок и их ассортименту. Там их обычно называли «вуатюретками» — Voiturette, дословно «автомобильчик», или «циклокарами» — Cyclecar. Большинство из них имели предельно облегчённую конструкцию и, благодаря этому, сравнительно хорошие динамические качества. Из-за максимального облегчения конструкции и малой вместимости на роль семейного транспорта большинство из них не подходило и, по большей части, не предлагались в качестве бюджетной альтернативы «полноценному» автомобилю. По свидетельству современников, французские «циклокары» межвоенного периода предназначались в основном для спорта и увеселительных поездок, а основными их владельцами была обеспеченная молодёжь. Официальное определение относило к «циклокарам» одно- и двухместные автомобили массой не более 350 кг и с рабочим объёмом двигателя не более 1100 см3.

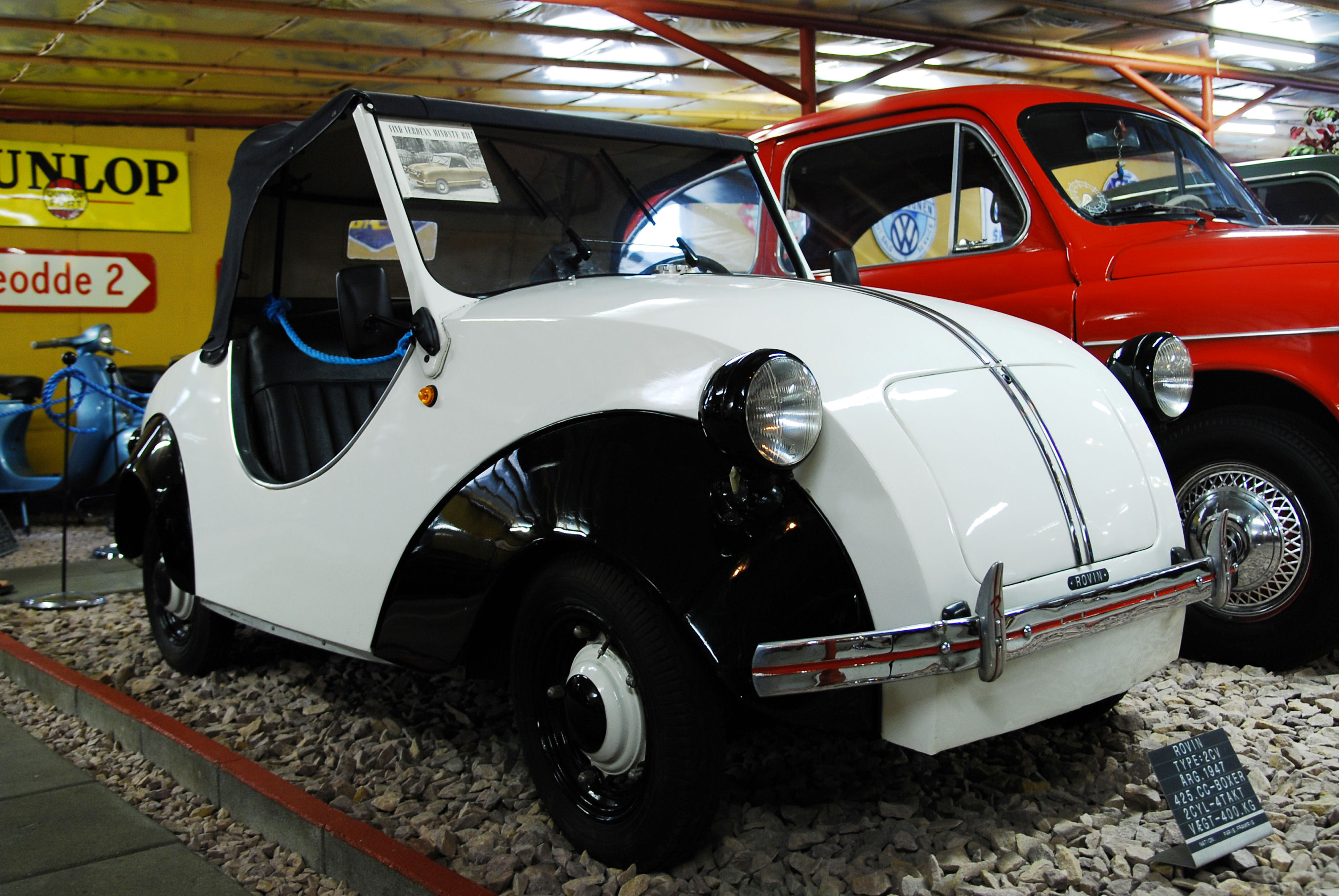
Rovin Type 2, 1947 год.

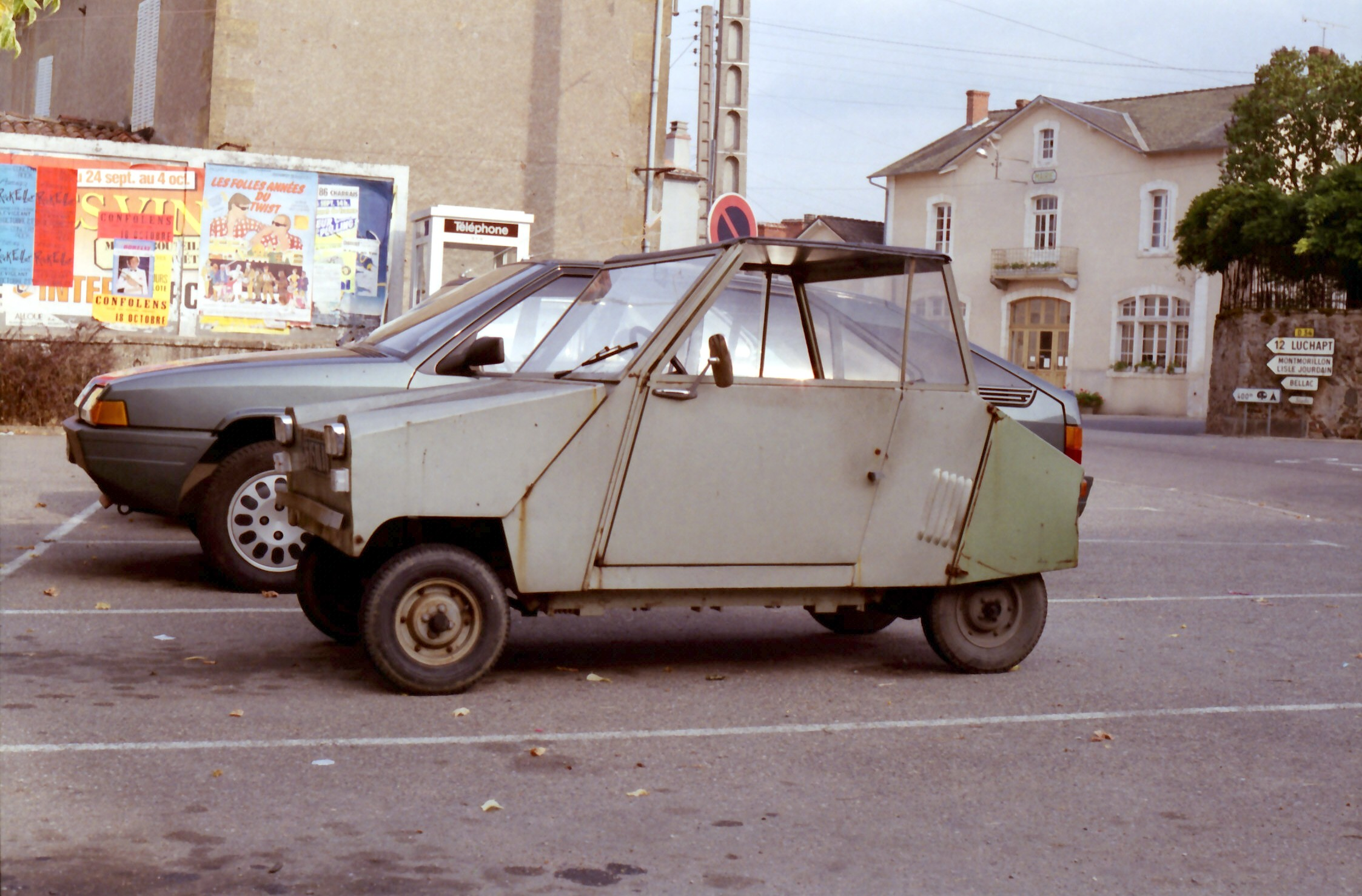
KV Mini, 1980 год.

После Второй мировой войны популярность мотоколясок в этой стране сошла на нет, поскольку они были по сути вытеснены тоже небольшим и очень дешёвым, но уже полноценным автомобилем единственной модели — Citroën 2CV. После расширения его производства к середине 1950-х годов, что позволило избавиться от изначально имевших место длинных очередей для покупателей, роль мотоколясок во Франции очень быстро оказалась сведена к очень узкой нише «бесправных» (Sans Permis) — не требующих для управления водительских прав — городских автомобилей, вроде SEAB Flipper или KV Mini и KVS, выпускавшихся в 1970-х годах фирмой Societe Anonyme de KV.
Эта ниша существует на французском рынке до сих пор, в ней представлены такие фирмы, как Aixam-MEGA и Ligier. Их продукция оснащается обычно небольшими экологичными дизелями или электродвигателями.

### СССР и Россия

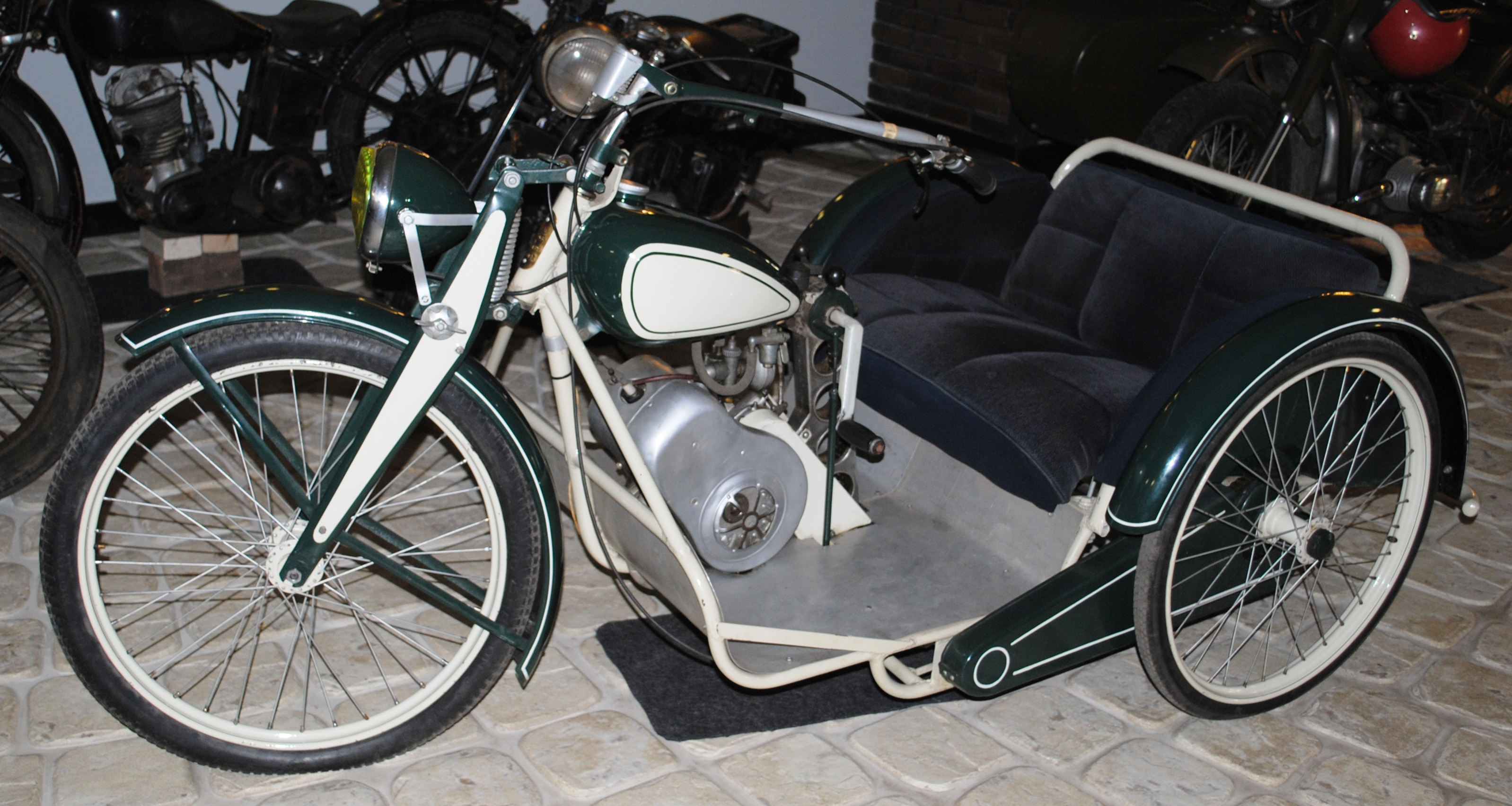
Первая советская инвалидная мотоколяска КМЗ К-1В.

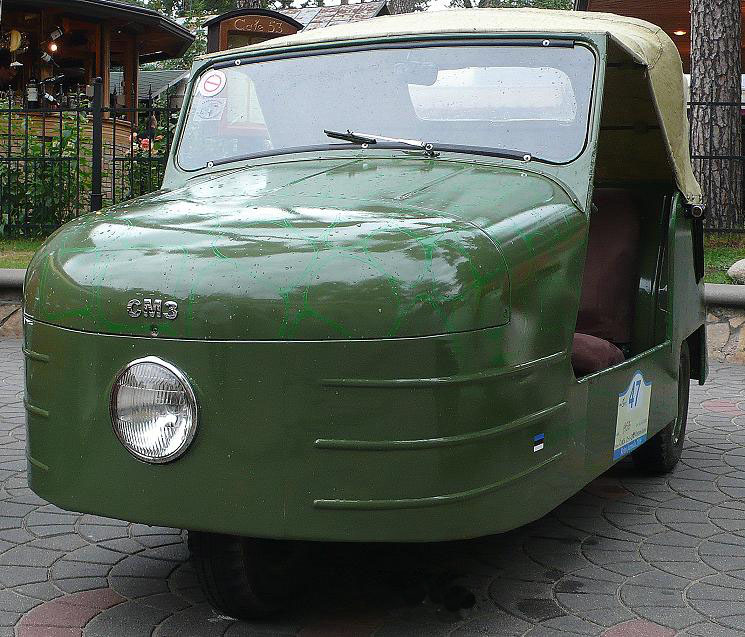
Советская инвалидная мотоколяска С1Л.

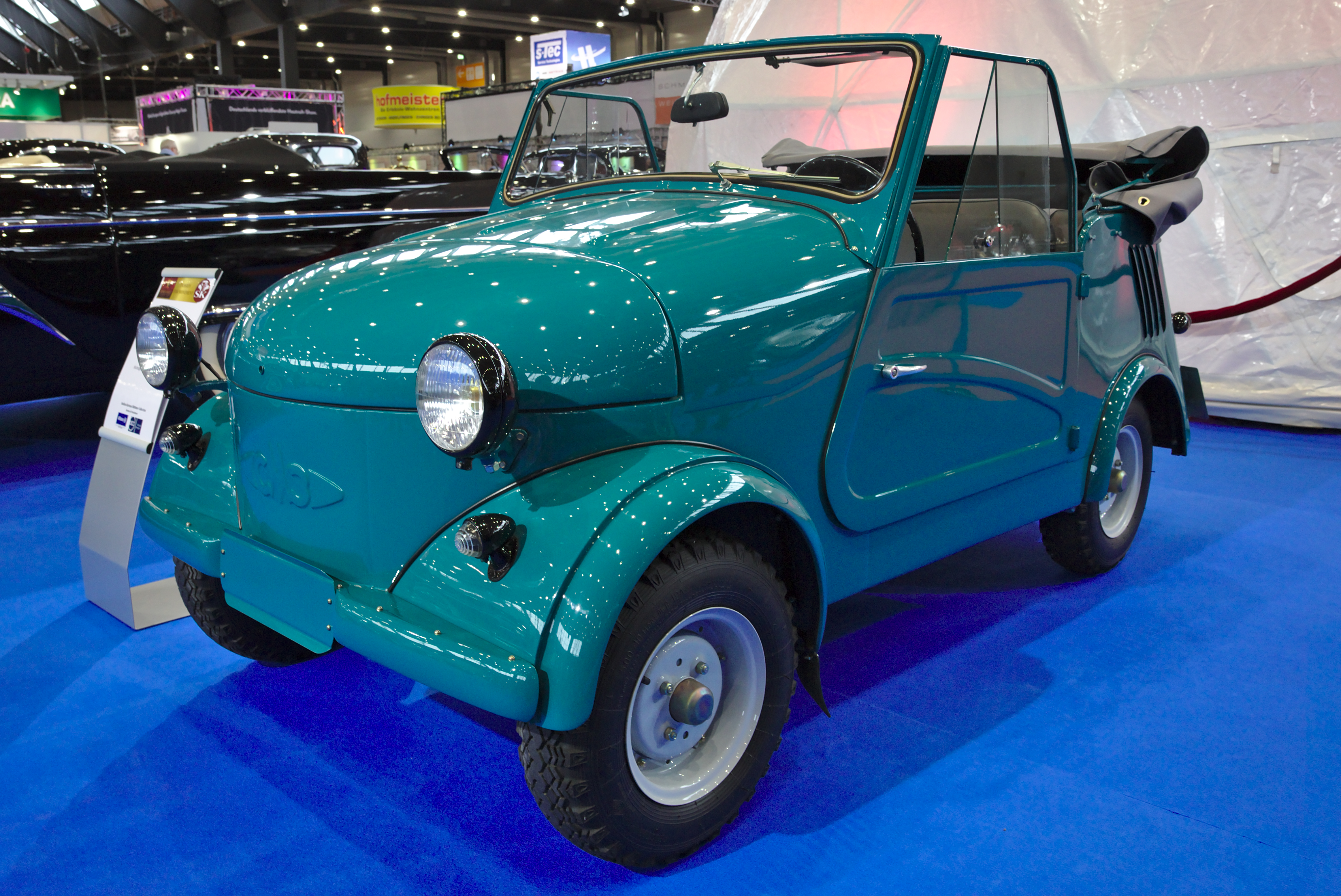
Советская инвалидная мотоколяска С3А.

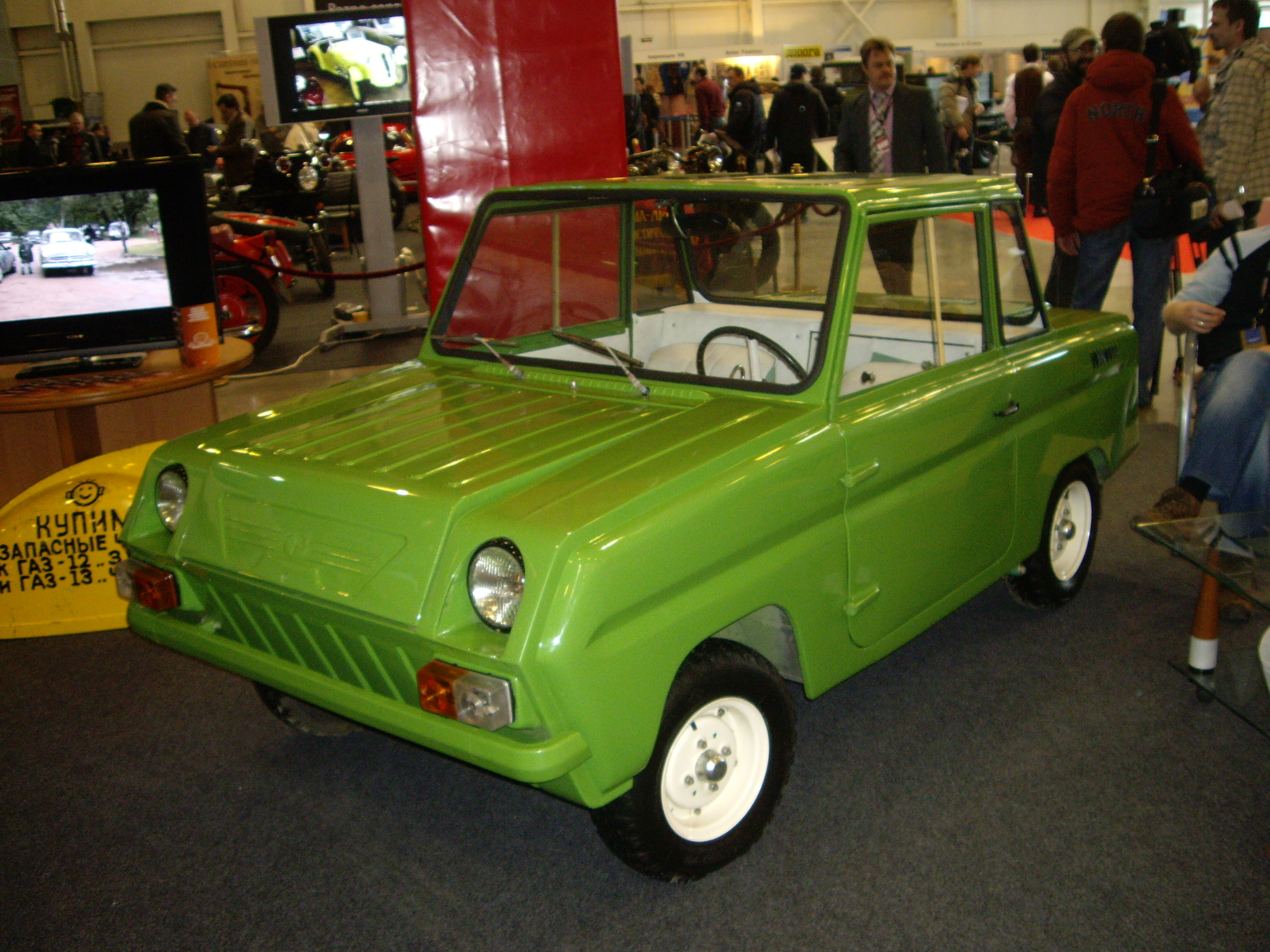
Последняя советская инвалидная мотоколяска С3Д.

Первая в СССР мотоколяска была создана ещё в тридцатые годы, но в серию не пошла. Впоследствии, в связи с характерными для значительной части страны плохими дорогами, большими расстояниями и холодным климатом, мотоколяски так и не получили широкого распространения из-за невысокой проходимости ввиду маленьких колёс и слабой тяги мотора, ограниченного запаса хода и недостаточного ресурса, отсутствия системы отопления (по тем же причинам не стали в СССР массовым видом транспорта и мотороллеры, в своё время крайне популярные в Европе и Японии); кроме того, существовало большое общественное предубеждение против такого транспорта.
В результате в СССР развитие этого вида транспорта в первую очередь пошло по пути создания специализированных конструкций для инвалидов, использовавшихся наряду с обычными автомобилями, переоборудованными под ручное управление, а само слово «мотоколяска» срослось с приставкой «инвалидная». В свободную продажу мотоколяски не поступали, а распределялись через систему социального обеспечения.
В послевоенные годы была освоена первая модель инвалидной мотоколяски — КМЗ К-1В, представлявшая собой фактически трёхколёсную модификацию мотоцикла К1Б «Киевлянин» (типа «Вандерер»). Опыт эксплуатации показал практически полную непригодность «Киевлянина» для возлагаемых на него функций, а также порочность самой идеи широкой унификации с мотоциклом.
После 1951 года выпуск мотоколясок был передан на Серпуховский завод, который, впрочем, вскоре перешёл к производству более совершенных конструкций. Первой из них стала мотоколяска С1Л, спроектированная в ЦКБ мотоциклостроения и выпускавшаяся с 1952 года. Это был уже не мотоцикл с двухместным сиденьем, а настоящий маленький автомобиль — увы, не слишком совершенный. С1Л получила полноценный кузов, хотя и открытый, и рулевое управление автомобильного типа, с рулевым редуктором — правда, с мотоциклетным рулём-штурвалом, а не рулевым колесом. Главным же из её недостатков оказалось трёхточечное шасси с двумя задними ведущими колёсами и передним управляемым: С1Л оказалась неустойчивой и сложной в управлении, имела низкую проходимость из-за того, что её колёса оставляли три колеи вместо двух. Модернизированная же модель С3Л (1956 год), получившая вдвое более мощный двигатель от мотоцикла ИЖ-49 и соответствующий рост максимальной скорости, вообще была признана небезопасной из-за повышенной склонности к опрокидыванию.
Трёхколёсные автомобили такой же схемы широко строили и за рубежом, но там либо использовали привод на переднее колесо (Goliath, Bond Minicar), либо мирились с указанными недостатками, считая их несущественными для такого малоскоростного транспорта (Reliant, Bond, Invacar). Между тем, в СССР из-за этого неудачного опыта сформировалось большое предубеждение против трёхколёсных автомобилей, по сути положившее конец их развитию — ГАИ даже была запрещена регистрация самодельных трёхколёсных автомобилей с одним колесом впереди как небезопасных.
В 1958 году С3Л сменила на конвейере мотоколяска С3А — по сути вариант той же конструкции, но с двумя колёсами на передней оси и торсионной передней подвеской. Другие недостатки предшественника — в первую очередь, завышенная масса и недостаточно комфортабельный открытый кузов с откидным тентом — перешли к ней по наследству.
Последней конструкцией в этом ряду стала появившаяся в 1970 году мотоколяска С3Д, получившая закрытый цельнометаллический кузов.
В целом, все советские инвалидные мотоколяски страдали одним общим недостатком — они представляли собой своего рода компромисс между самоходным инвалидным креслом (по меткому выражению Льва Шугурова, «моторизованным протезом») и полноценным микроавтомобилем, в результате выполняя обе функции в равной степени посредственно. Для «инвалидного кресла с мотором» они были излишне габаритны и тяжелы, а по автомобильным меркам их эксплуатационные характеристики, комфорт и остальные потребительские качества явно оставляли желать многим лучшего.
Усугублённые дефицитом обычных легковых автомобилей попытки балансировать между этими двумя концепциями привели лишь к обострению противоречия — даже последняя в серии мотоколяска СМЗ С3Д, получив закрытый кузов автомобильного типа, «настоящим» автомобилем ещё не стала, а качества «моторизованного протеза» растеряла почти окончательно, приближаясь по массе и габаритам к полноценному четырёхместному автомобилю вроде «Трабанта» или «Мини». Попытки же запустить в серию более близкие к полноценному автомобилю конструкции, которые могли как использоваться в качестве спецтранспорта для инвалидов, так и поступать в розничную продажу в качестве самого маленького советского серийного автомобиля, вроде ГАЗ-18 и СМЗ-НАМИ-086 «Спутник», оказались неудачны, причём во многом из-за низкого технического уровня самих заводов-изготовителей мотоколясок.
Как результат, уже в семидесятые годы начался переход от использования специализированных мотоколясок для инвалидов к переоборудованным под ручное управление обычным легковушкам.
Хотя мотоколяски и не встречались в свободной продаже, их агрегаты поступали в розничную торговую сеть, кроме того, списанные мотоколяски органы собеса передавали в дома пионеров и станции юных техников. В результате их агрегаты в течение всего советского периода и первой половины девяностых годов оставалась наиболее доступной основой для любительского автомобилестроения.

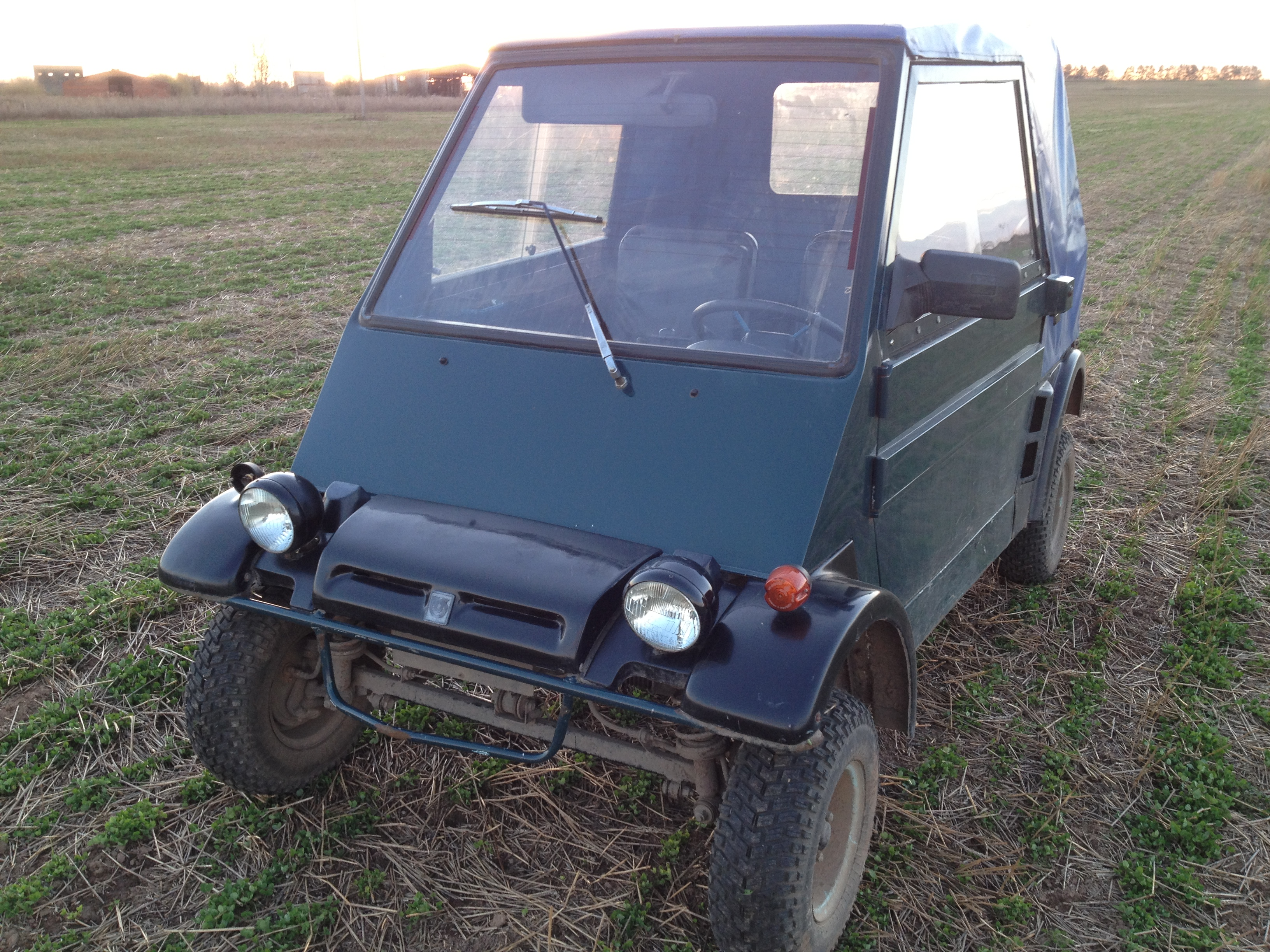
Мотоколяска «Кинешма»

В постсоветское время на заводе в городе Кинешма пытались наладить выпуск очень простых и дешёвых мотоколясок «Кинешма» для продажи населению, но успеха это начинание не достигло. Среди причин называют невозможность сертификации мотоколяски по принятым для «настоящих» автомобилей стандартам, так как мотоколяски как отдельный тип транспортных средств (по аналогии со многими странами Европы) в российских стандартах не были прописаны. С 2001 года Государственным стандартом России предусмотрена особая категория квадрициклов — транспортных средств со снаряжённой массой не более 400 кг (550 кг для грузовых) и с мощностью двигателя не более 15 кВт (~20 л. с.), что полностью соответствует категории L7e (квадрициклы или тяжёлые квадрициклы) ЕЭК ООН.
В 2016 году индийская фирма Bajaj Auto анонсировала появление на российском рынке мотоколяски (квадрицикла с кузовом) Bajaj Qute.
6 октября 2016 года в России стартовали продажи самого дешёвого автомобиля в мире Bajaj Qute
Но уже в мае 2020 года компания свернула поставки в Россию, так как было продано критически мало автомобилей этого типа.

### ЧССР

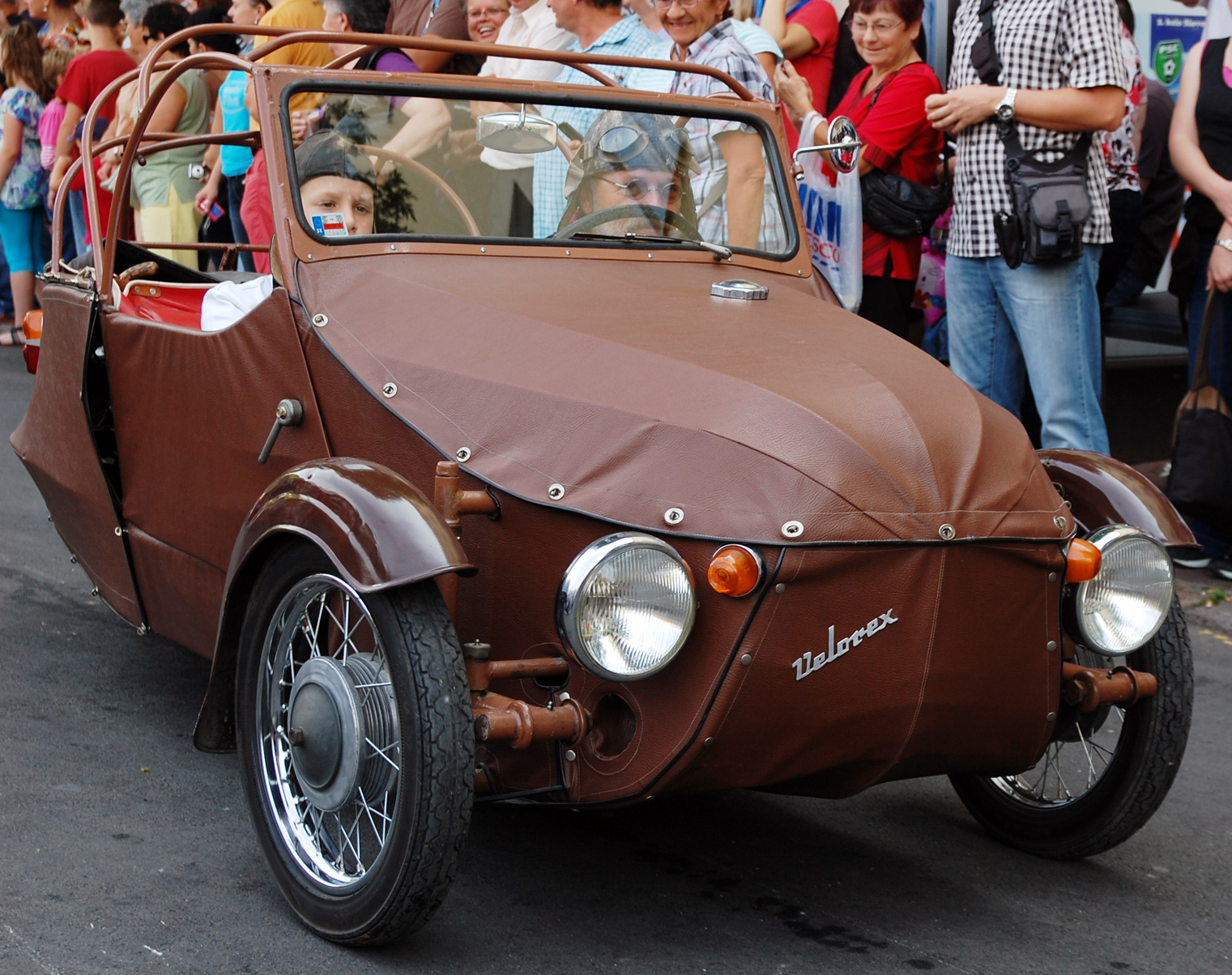
Velorex.

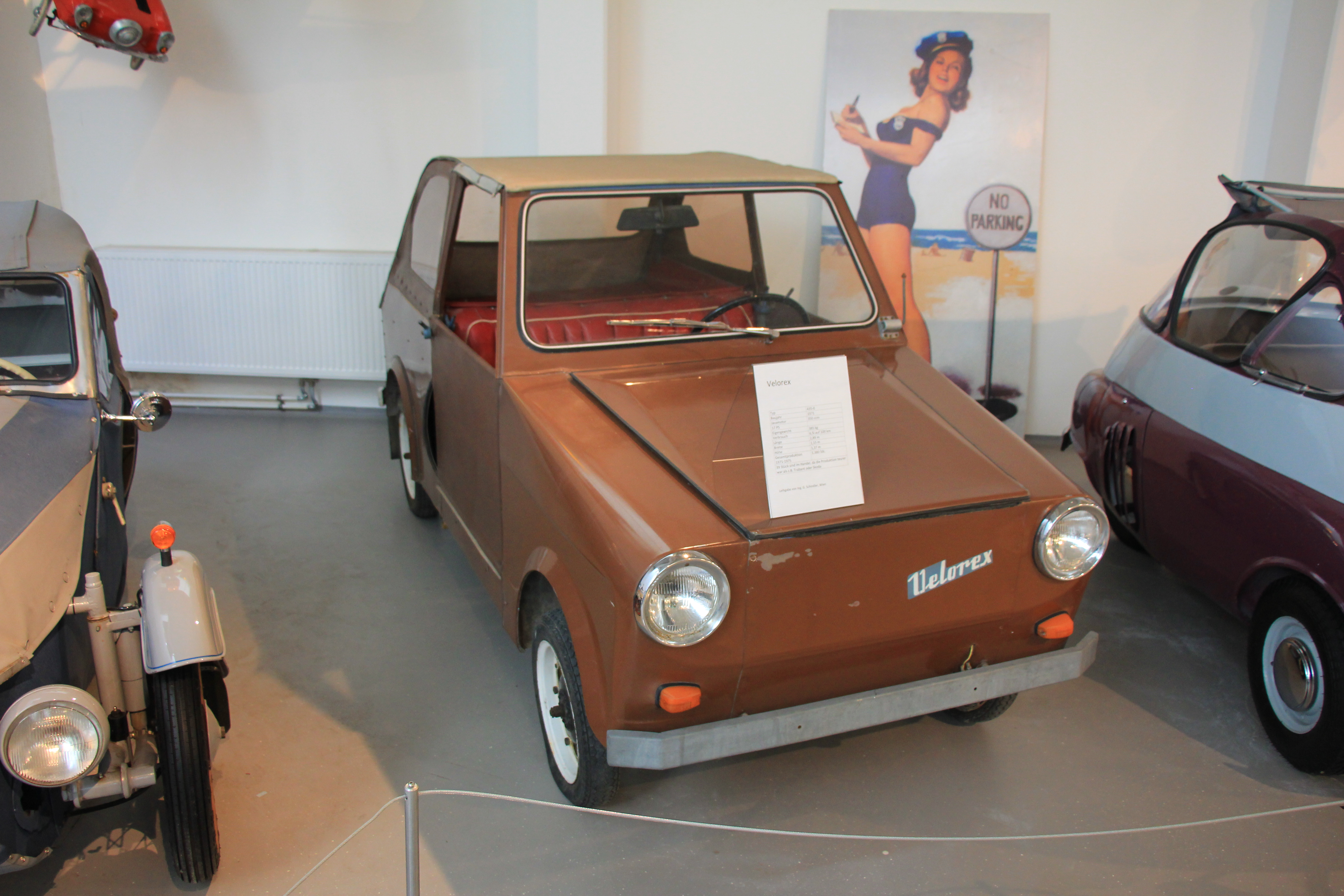
Четырёхколёсный вариант.

В послевоенной социалистической Чехословакии кооперативным предприятием был налажен выпуск трёхколёсных мотоколясок Velorex, продолжавшийся с 1950 по 1971 год. По концепции мотоколяска (трицикл) напоминала довоенные английские «сайклкары» — два управляемых колеса спереди, единственное ведущее заднее, два посадочных места, спицованные мотоциклетные колёса. Отличие составляла технология производства — кузов имел трубчатый каркас и обтяжку из кожзама. «Велорексы» как поступали в свободную продажу, так и распределялись через органы собеса среди инвалидов.
С 1971 года начался выпуск более совершенной четырёхколёсной модели, уже с преимущественно металлическим кузовом, однако она оказалась неконкурентоспособна с продукцией государственных заводов, вроде импортировавшегося из ГДР «Трабанта» — время подобных транспортных средств к тому времени уже прошло (к 1972 году в ЧССР были ликвидированы очереди на покупку легковых автомобилей), так что к 1973 году производство «Велорексов» было прекращено.

### США

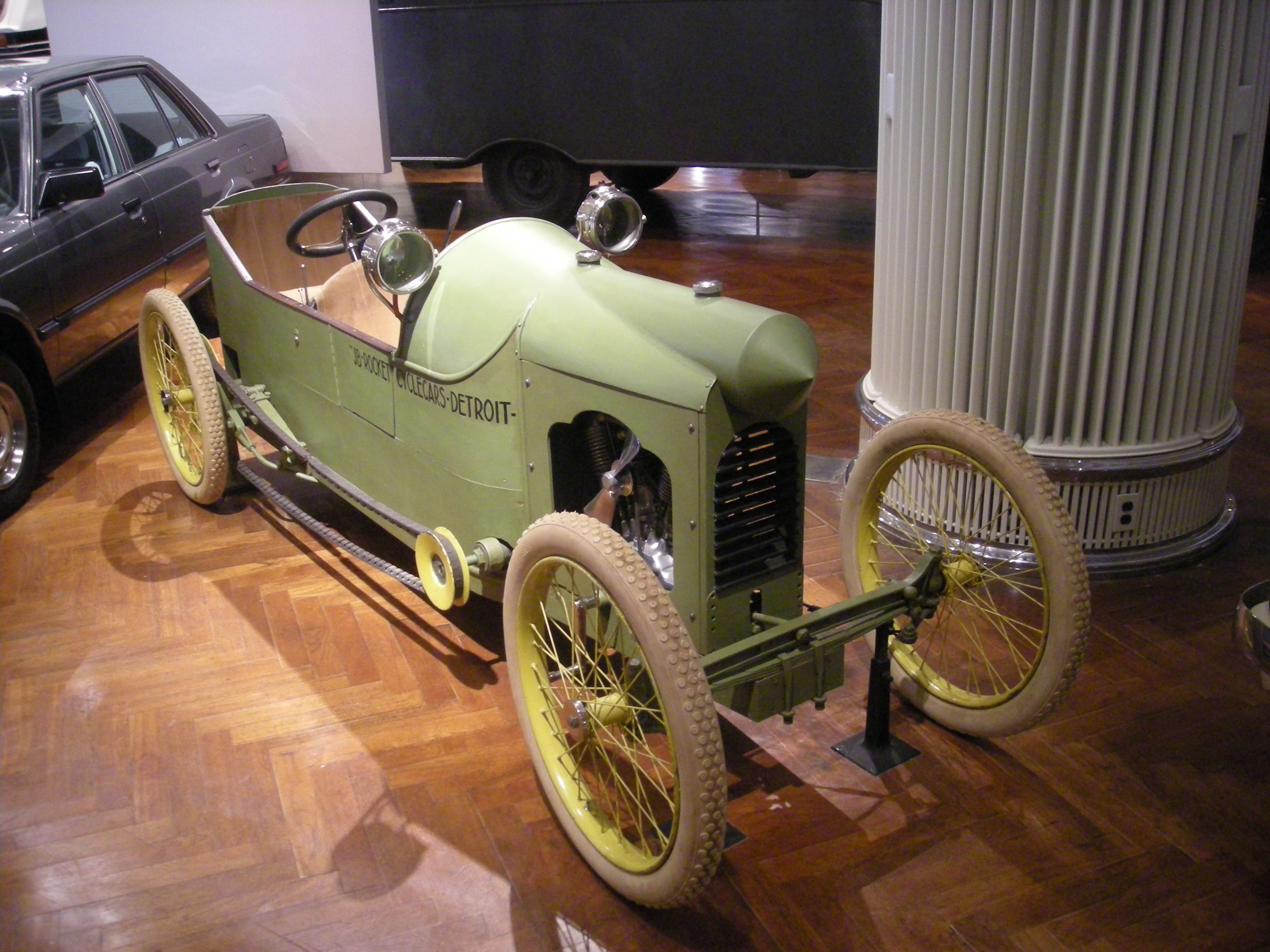
Scripps-Booth Rocket 1923 года.

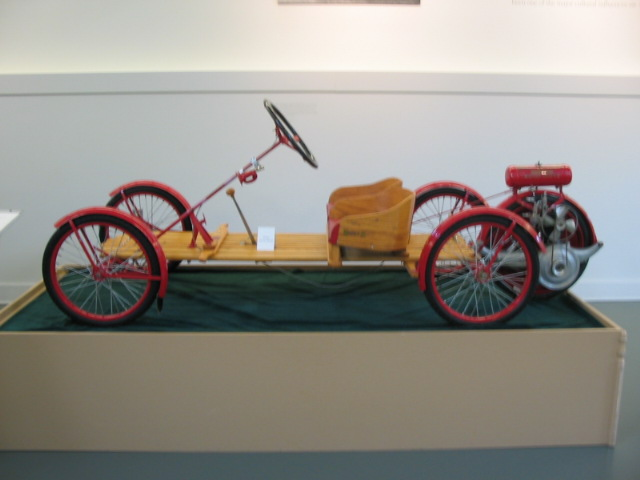
Smith Flyer — одна из наиболее оригинальных американских мотоколясок, выпускавшаяся с 1915 по 1919 год.

В США пик популярности мотоколясок пришёлся на вторую половину 1910-х — начало 1920-х годов и продолжался до того момента, когда рынок легковых автомобилей не оказался окончательно поделен между крупными компаниями, вроде Ford Motor Company и General Motors, которые могли позволить себе за счёт массового выпуска предельно снизить стоимость полноценного автомобиля, такого, как Ford T, а также сформировался рынок подержанных автомобилей, что сделало мелкое производство мотоколясок экономически нежизнеспособным. Крупные же производители сегмент малых автомобилей (а тем более — мотоколясок) длительное время решительно игнорировали как малодоходный (в соответствии с известным высказыванием Генри Форда — Младшего: «Мини-автомобили — мини-прибыль»).
После Второй мировой войны высокий уровень жизни, давние традиции производства и покупки автомобилей, специфическая психология потребления, основанная на престижности, а также большое количество на рынке подержанных довоенных автомобилей всех классов вплоть до высшего по бросовым ценам привели к практически полному отсутствию спроса на такой вид транспорта. Все попытки запуска в серию подобных машин — а по меркам Северной Америки к мотоколяскам можно отнести даже такие достаточно крупные по меркам этого класса автомобили, как Crosley — терпели фиаско.
Единственными исключениями были миниатюрные электромобили, которые можно условно отнести к мотоколяскам. Продавались они по сути как весьма недешёвые игрушки для взрослых.

### Другие страны

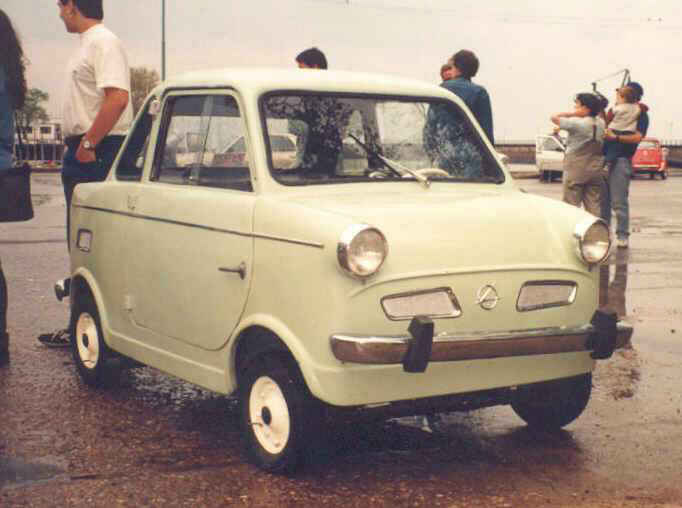
Первая аргентинская мотоколяска Dinarg D-200

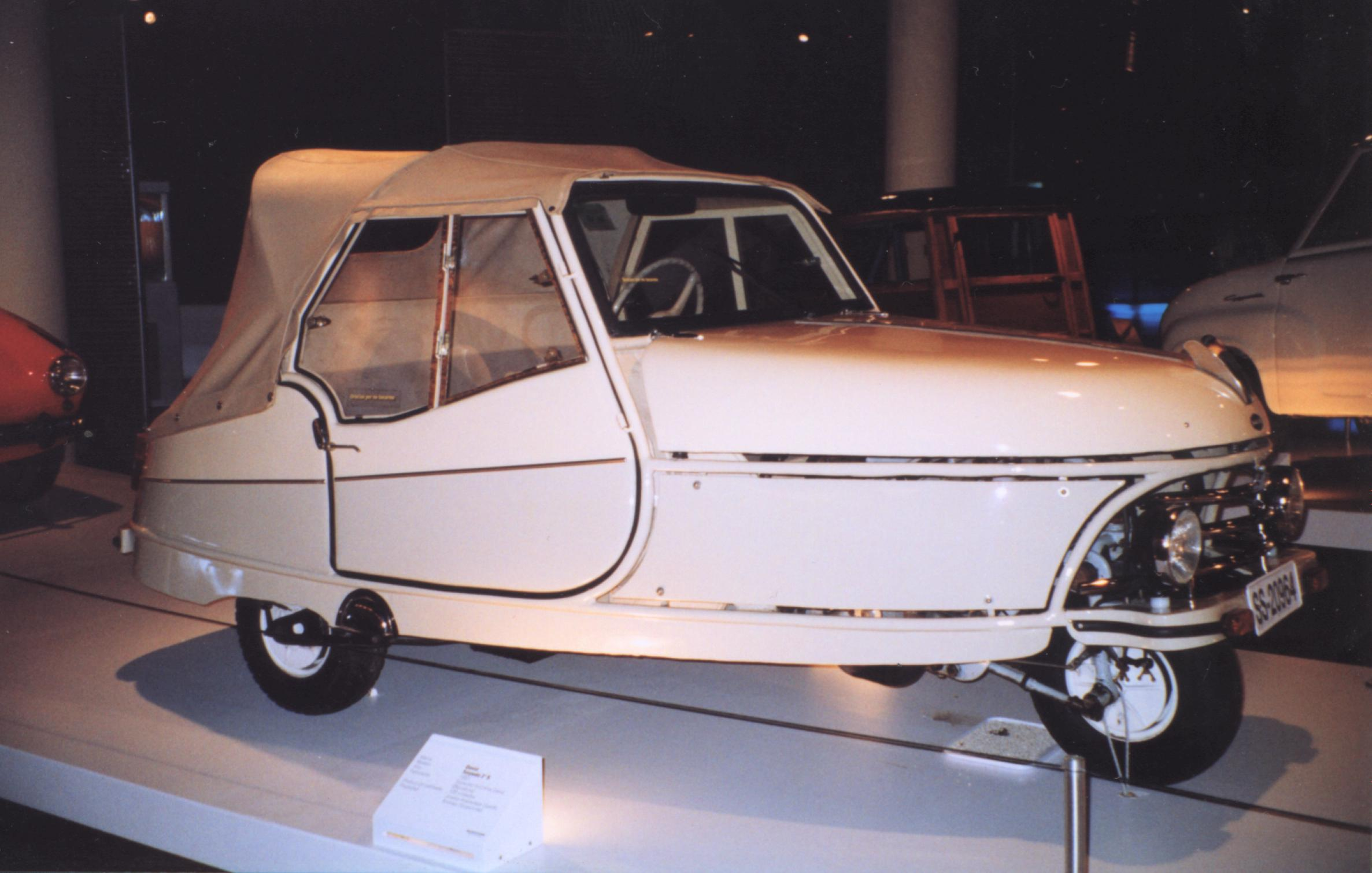
David Torpedo 2S — испанская мотоколяска. 1951 год.

Греческая Attica 200, копия германской Fuldamobil. 1963 год.

Мотоколяски в своё время — главным образом в первые десятилетия после Второй мировой войны — производились практически во всех мало-мальски промышленно развитых странах.
В 1959-м году в Аргентине в рамках программы автомобилизации и поддержки отечественного автомобилестроения группой промышленников и инженеров во главе с Хосе Фуадом Эласкаром была основана компания Dinámica Industrial Argentina, выпустившая первую национальную мотоколяску Dinarg D-200. Серийное производство D-200 было прекращено в 1961, после выпуска 300 машин. В Австрии мотоколяски Libelle производили всего два года: с 1952 по 1954, за это время было выпущено лишь 40 экземпляров.

## В наши дни

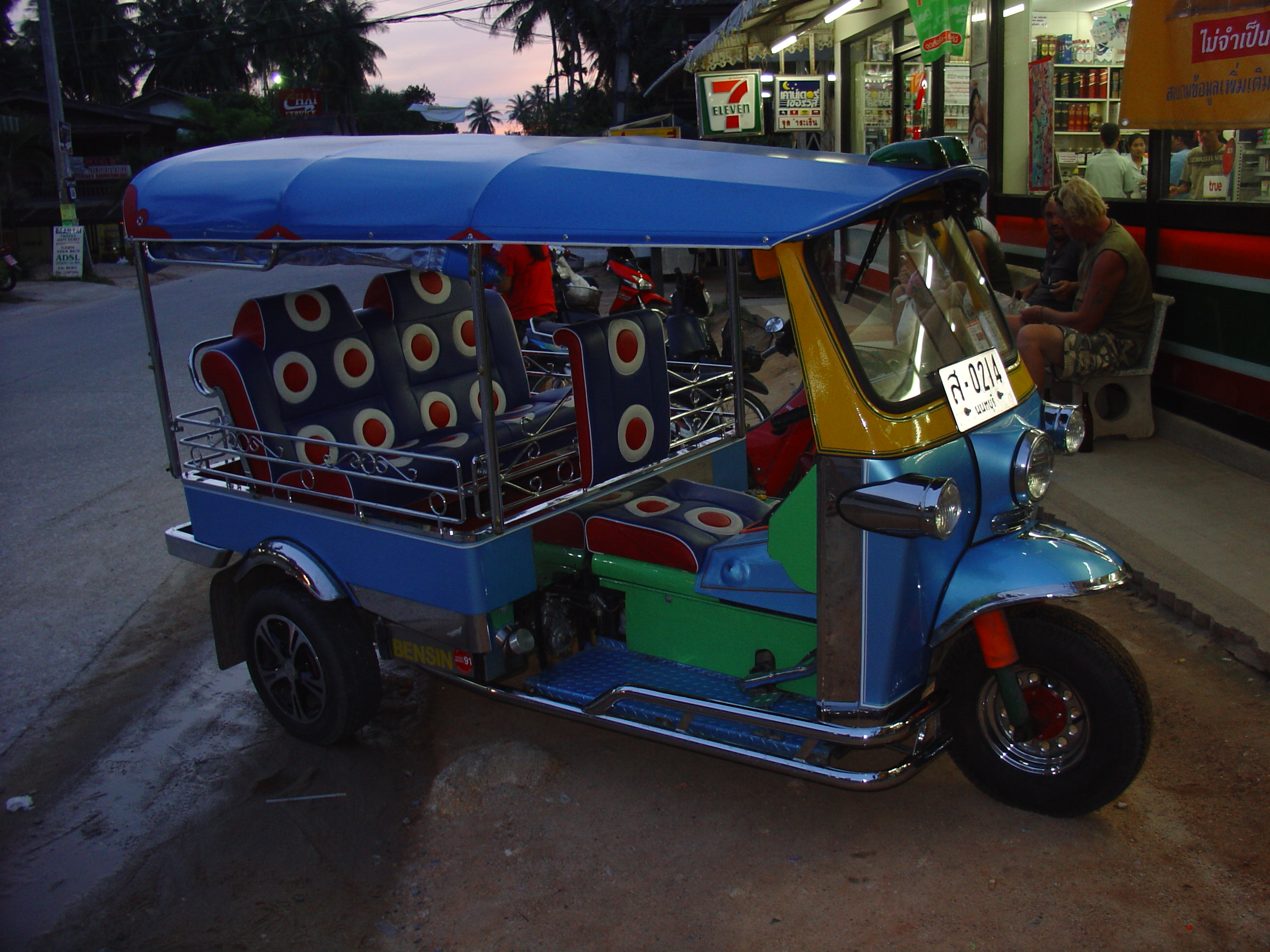
Тук-тук на острове Пханган.

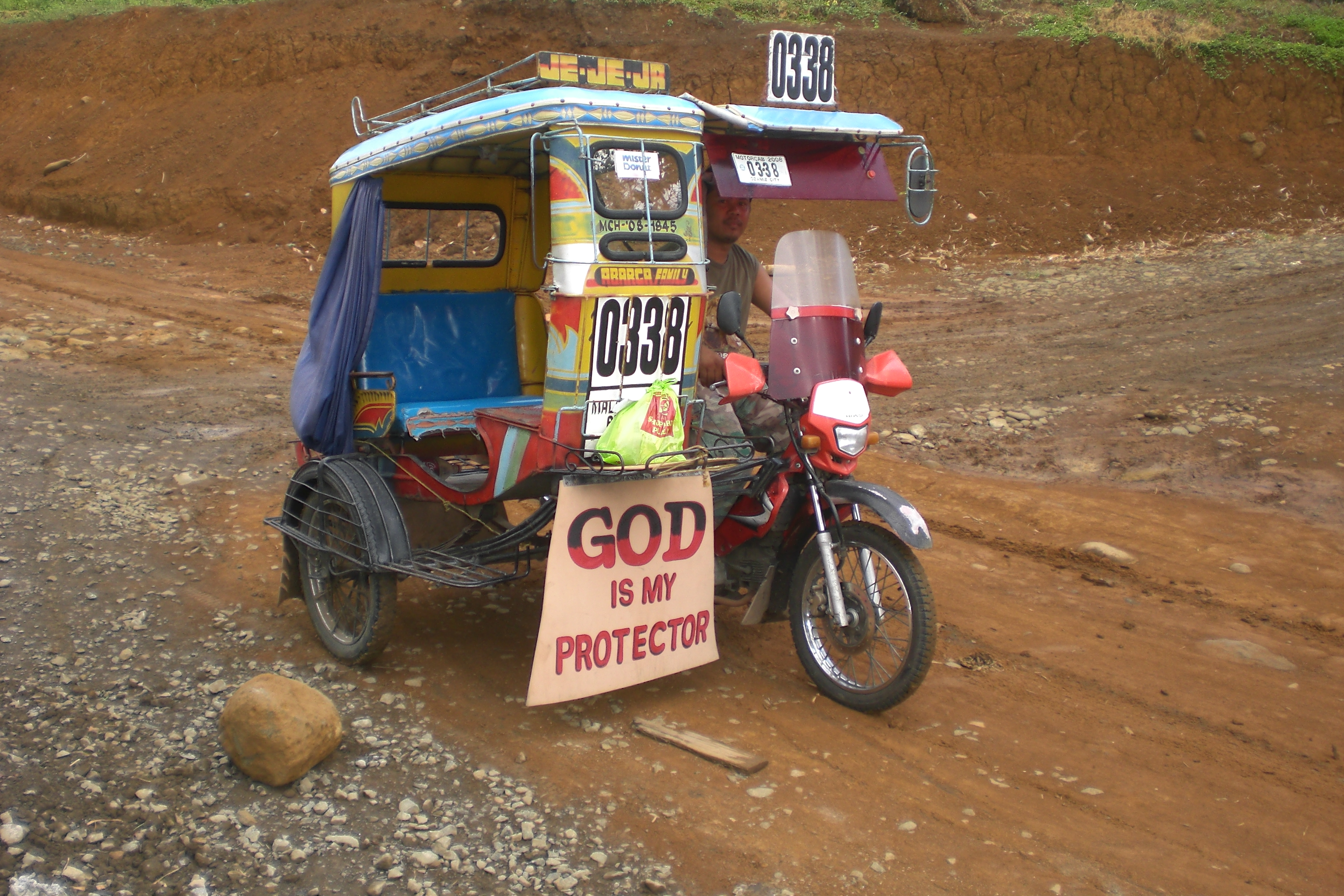
На Филиппинах популярен вариант транспортного средства, представляющий собой гибрид мотоцикла с рикшей.

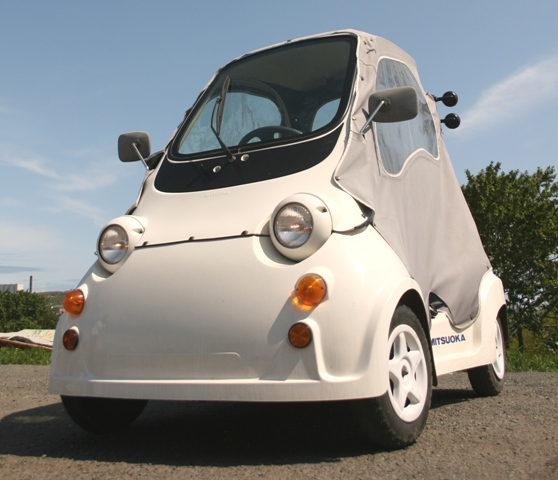
Mitsuoka MC-1.

В настоящее время мотоколяски во многом потеряли популярность из-за экологических ограничений, сделавших в большинстве развитых стран невозможной установку на автомобили не соответствующих требованиям экологических стандартов двухтактных двигателей мотоциклетного типа и даже четырёхтактных карбюраторных или с примитивными системами впрыска, а также общего роста уровня жизни и возросших требований к безопасности транспорта.
Сегодня мотоколяски встречаются практически исключительно в развивающихся и слаборазвитых странах, в частности, они широко распространены в Китае и Индии. Одной из последних моделей является Tata Nano, по внешнему виду и конструкции уже более-менее сопоставимая с автомобилем. В Индии и других странах Юго-Восточной Азии до сих популярны транспортные средства, представляющие собой вариации на тему грузового мотороллера.
Правда, в некоторых европейских странах микроавтомобили с соответствующими мотоколяскам габаритными размерами и рабочими объёмами двигателей всё ещё пользуются ограниченной популярностью ввиду того, что с точки зрения законодательства они не считаются автомобилями и либо не подпадают под какие-то установленные для последних ограничения (например, запрет парковаться в определённом районе, или экологические стандарты), либо могут управляться без водительских прав. Однако речь в этом случае идёт уже не о максимально удешевлённых транспортных средствах с мотоциклетными моторами, а о достаточно дорогих и комфортабельных конструкциях, вроде Smart Fortwo, которые позиционируются в качестве специализированного городского транспорта для мегаполисов или дорогой игрушки.
В России до 2014 года не требовалось прав для управления транспортным средством с двигателем рабочим объёмом менее 50 кубических сантиметров, что слишком мало для создания пригодного для дорог общего пользования транспортного средства с закрытым кузовом, поэтому из категории «бесправных» средств передвижения в РФ встречались только мопеды и легкие мотороллеры (в настоящее время водительское удостоверение требуется для управления любыми моторизованными транспортными средствами).
В Японии однако выпускается «автомобиль» Mitsuoka MC-1 — одноместное транспортное средство с двигателем объёмом 49 куб.см, массой в 160 кг, не развивающее скорости в 50 км/ч, выпускаемое с 1998 года японским автопроизводителем Mitsuoka исключительно для внутреннего японского рынка и предназначенное для тех же категорий участников дорожного движения, что и мопеды.
В США популярны транспортные средства типа мотоколясок, называемые Golf cart и предназначенные для поездок гольфистов по игровому полю. Такие устройства также широко применяются в качестве служебного транспорта для поездок внутри жилых массивов и между зданиями предприятий. В некоторых городах Флориды эти коляски даже разрешается использовать на некоторых улицах вместе с автомобилями.

## Примеры
С-1Л, С-3Л, С-ЗА, С-ЗАМ С-3Д (СССР)
BMW 600 Isetta, Hanomag, Goliath, Messerschmitt (ФРГ),
Mitsuoka Bubu Shuttle (Япония)
Dinarg D-200 (Аргентина)